# Castilla
Castilla es una región histórica de España de límites imprecisos, localizada en el centro de la península ibérica.
Remite su construcción como idea a diversas entidades territoriales previas de raigambre medieval, como fueron el Condado de Castilla, el Reino de Castilla y la Corona de Castilla. Tras la construcción del Estado de las autonomías de 1978, dos comunidades autónomas constituidas en 1983 mantienen el nombre de «Castilla» en sus denominaciones oficiales: Castilla y León y Castilla-La Mancha. Por otro lado, también suele asociarse de forma abstracta con la región geográfica de la meseta Central.
La articulación variable de la idea de «Castilla», colocada por el noventayochismo como esencia de España, ha sido desarrollada tanto en términos de identidad por parte del castellanismo político como también en términos de otredad por parte de los nacionalismos periféricos. Entre otros ejes, las diferentes visiones contemporáneas de Castilla varían en función de la importancia específica que cada una otorgue al rol de Castilla y lo castellano en la construcción de España. Por ello, también es considerado un término recurrente en el imaginario español contemporáneo.

## Etimología

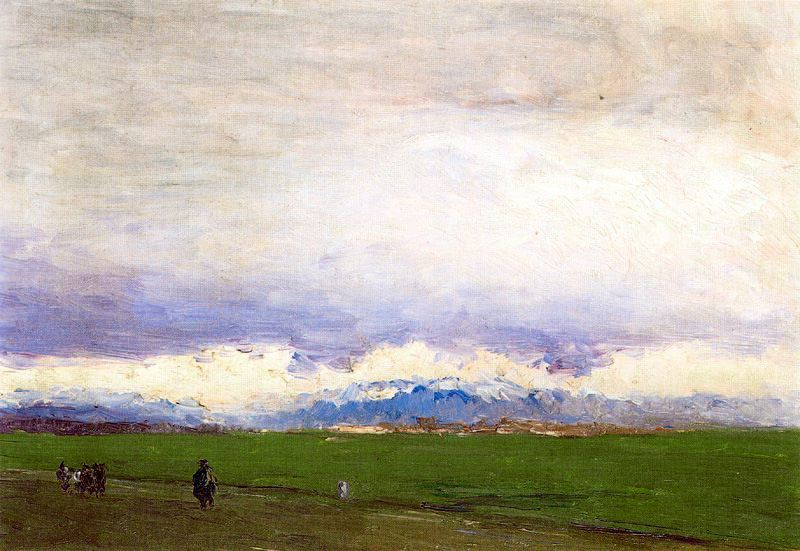
Paisaje de Castilla, de Aureliano de Beruete.

Castilla (nombrada en los primeros documentos en castellano antiguo como Castella o Castiella) significa, según su etimología, «tierra de castillos». Los historiadores árabes la denominaban Qashtāla قشتالة y su nombre aparece justificado como tierra sembrada de castillos. El término vendría del latín castellum, diminutivo este a su vez del término castrum, castro, fortificación de la Iberia prerromana. La primera mención del término «Castilla» fue el 15 de septiembre de 800, en un documento apócrifo del hoy desaparecido monasterio de San Emeterio de Taranco de Mena, situado en el valle de Mena, en el norte de la actual provincia de Burgos. El nombre de Castilla aparece en el documento notarial por el que el abad Vitulo donaba unos terrenos. En ese documento aparece escrito «Bardulia quae nunc vocatur Castella» (Bardulia que ahora es llamada Castilla).

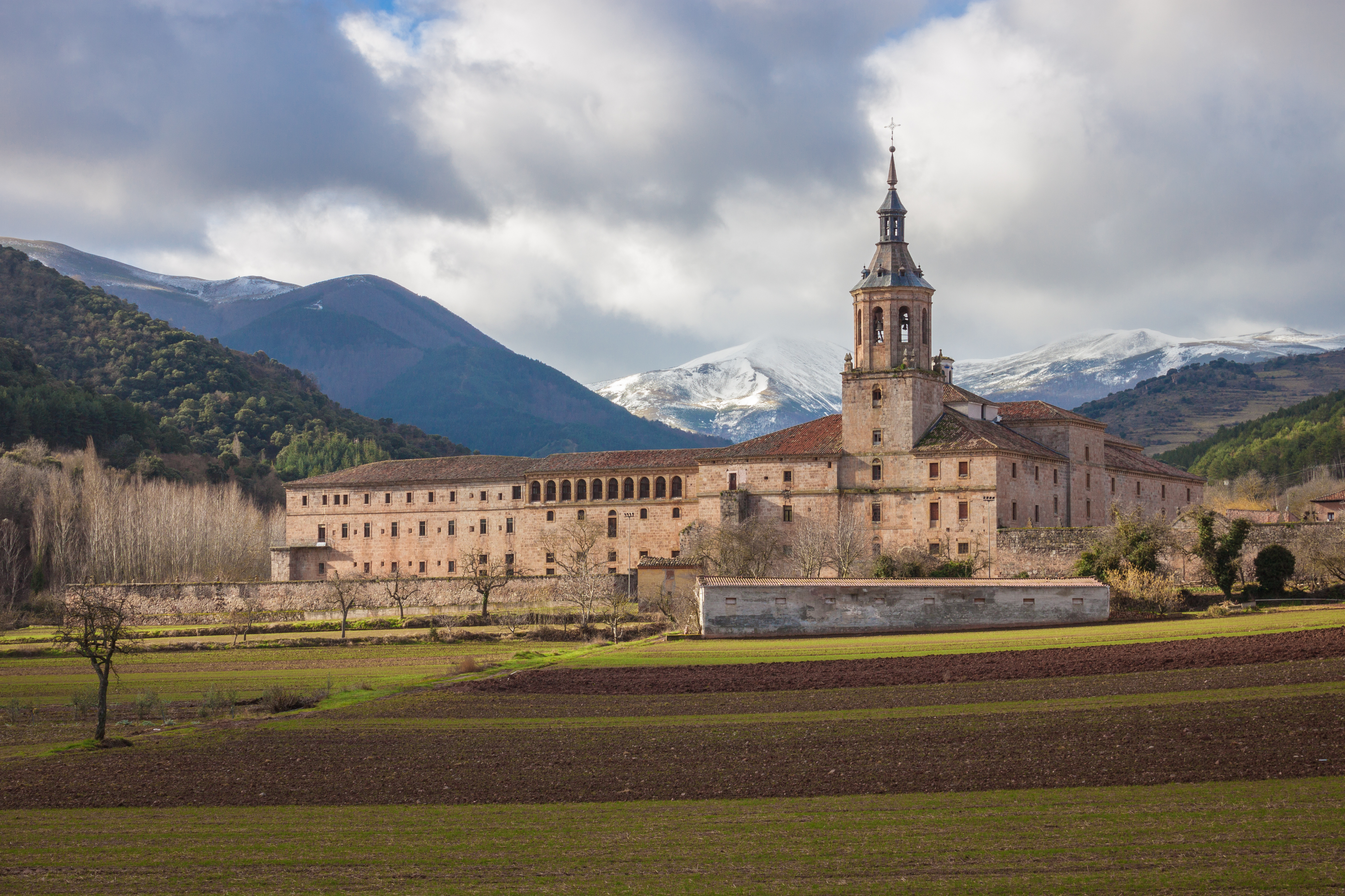
Monasterio de San Millán de la Cogolla.

El documento notarial por el que el abad Vitulo donaba unos terrenos, incluido en el Becerro Galicano del monasterio de San Millán de la Cogolla, dice así:

Ego Vitulus abba, quamuis indignus omnium seruorum dei seruus, una cum cogermano meo Erbigio presbytero, cum domnos et patronos meos sanctos Emeteri et Celedoni, cuius basilica extirpe manibus nostris construximus ego Vitulus abba et frater meus Erbigius in loco qui dicitur Taranco in territorio mainense, et sancti Martini, quem sub subbicionem Mene manibus nostris fundauimus ipsam basilicam in ciuitate de area patriniani IN TERRITORIO CASTELLE et sancti Stefani, cuius basilicam manibus nostris fundauimus in loco qui dicitur Burcenia in territorio Mainense [...]

En el mismo libro aparece otro documento fundacional fechado el 4 de julio de 852, por el que se dispone la construcción del cenobio de San Martín de Herrán:

Facta scriptura sub era octogessima nonagessima, tertia feria, quarto nonas iulias, regnante Rodericus comite in Castella.

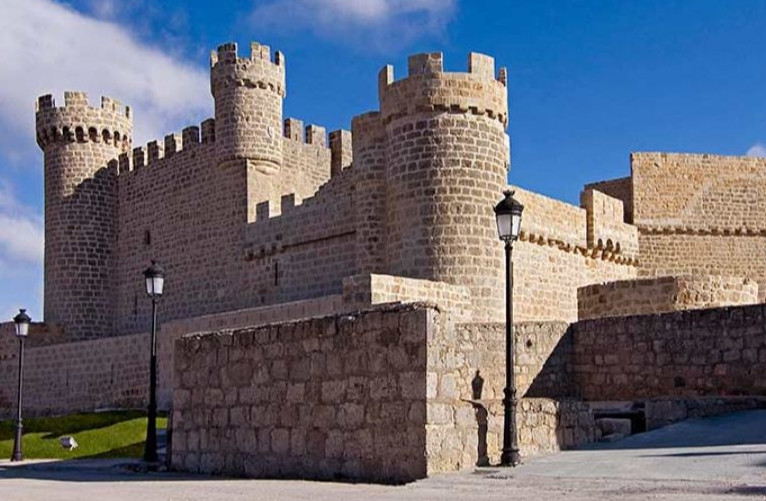
El nombre de Castilla viene dado por la abundancia de estas construcciones en el primer territorio así denominado. En la imagen, el Castillo de Olmillos de Sasamón, del.

El nombre toponímico de Castilla se refiere, todavía en el año 853, a un territorio muy pequeño del norte de Burgos diferenciado de los valles burgaleses de Mena y de Losa: Et presimus presuras in Castella, in Lausa et in Mena, que no lindaba con Álava, y que no tenía castillos conocidos, por lo que también hay que tener en cuenta otros posibles orígenes para el nombre toponímico de Castilla diferente al de "los castillos", como es el origen de otra Castilla, una gran ciudad de al-Ándalus que Abderramán I conquistó en el 759 y la convirtió en la capital de la Cora de Elvira, y que después se conoció como Medina Elvira. Este topónimo sería llevado al norte de Burgos por algunos de los repobladores de la "Bardulia" (que después se conocería como "Castilla") en tiempos de Alfonso I y su hijo Fruela I.

## Contexto histórico

### Orígenes

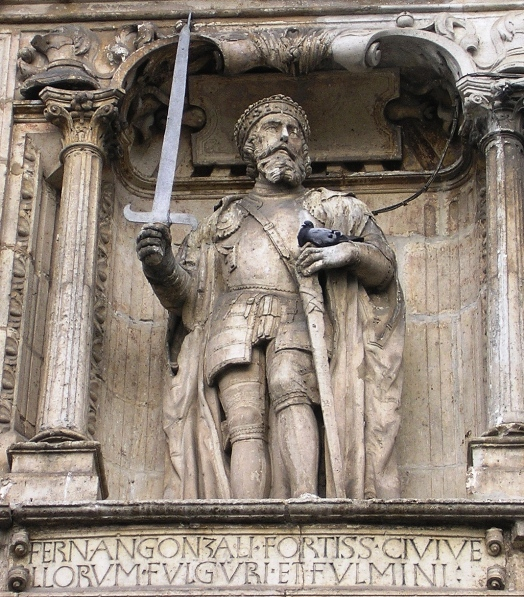
Escultura de Fernán González en el Arco de Santa María de Burgos.

El condado de Castilla (850-1065) sobre el año 1000 cuando era una dependencia del Reino de León.

Además de la primera mención de Castilla en el documento del abad Vitulo, también hay que tener en cuenta la antiquísima documentación del obispado de Valpuesta, monasterio de la provincia de Burgos (804-1087), que es considerada por algunos filólogos como la cuna del idioma castellano. Existe consenso entre los especialistas de que el nombre de Castilla proviene de la gran cantidad de castillos o fortalezas que había en estas tierras.
Años más tarde se consolidó como entidad política autónoma, el condado de Castilla, aunque permaneciendo como condado vasallo del Reino de León. En el año 960 el condado de Castilla se independizó de facto de León con el conde Fernán González. En el año 1037 murió sin descendencia Bermudo III, rey de León, en la batalla de Tamarón, mientras luchaba contra su cuñado, Fernando I. Este consideró que era el legítimo sucesor y, por lo tanto, pasó a regir ambos reinos, si bien actualmente diversos autores rebaten que Fernando I creara el reino de Castilla. En el año 1054 Fernando I luchó contra su hermano, García Sánchez III de Nájera, rey de Navarra, en la Batalla de Atapuerca, muriendo también el monarca navarro y anexionándose entre otras la comarca de los montes de Oca, cerca de la ciudad de Burgos.

### Reino de Castilla

El reino de Castilla (1065-1230), en color rosa, en el centro de la península ibérica en el año 1210.

A la muerte de Fernando I, ocurrida en 1065, los reinos fueron repartidos entre sus hijos, siendo para Sancho II el de Castilla y para Alfonso VI el de León. Sancho II es asesinado en 1072 y su hermano accede al trono de Castilla. El que la misma persona rigiera en ambos reinos es un hecho que se mantendría durante varias generaciones. A su muerte le sucedió en el trono su hija, Urraca. Esta se casó, en segundas nupcias, con Alfonso I de Aragón, pero al no lograr regir ambos reinos, y debido a los grandes enfrentamientos de clases entre ellos, Alfonso I repudió a Urraca en 1114, lo que agudizó los enfrentamientos. Si bien el papa Pascual II anuló el matrimonio anteriormente, ellos siguieron juntos hasta esa fecha. Urraca, condesa de Galicia, también tuvo que enfrentarse a su hijo, el Rey Alfonso VII de Galicia, para hacer valer sus derechos sobre ese reino. Dos años después, Alfonso VII es coronado también rey de León como Alfonso VII, fruto de su primer matrimonio. Alfonso VII consiguió anexionarse tierras de los reinos de Navarra y Aragón (debido a la debilidad de estos reinos causados por su secesión a la muerte de Alfonso I de Aragón). Renunció a su derecho a la conquista de la costa mediterránea a favor de la nueva unión de Aragón con el Condado de Barcelona, a través del matrimonio de Petronila de Aragón y Ramón Berenguer IV).
En su testamento regresó la tradición real de distintos monarcas para cada reino. Fernando II fue proclamado rey de León, y Sancho III, rey de Castilla

### Corona de Castilla

La Corona de Castilla (1230-1715) hacia 1400. El Reino de Castilla ocupa el cuarto noreste del territorio.

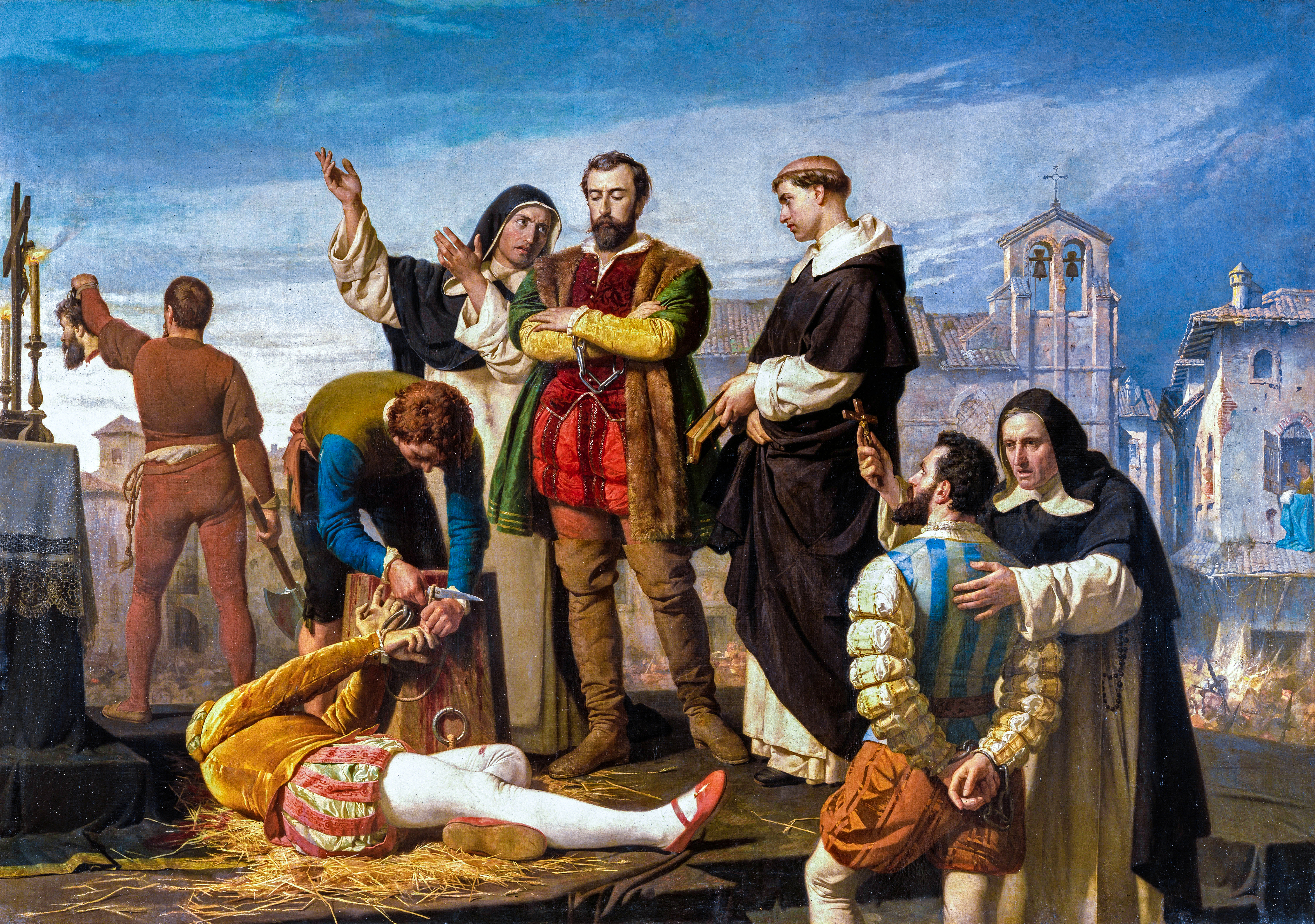
Ejecución de los comuneros de Castilla en Villalar el 24 de abril de 1521, en el marco de la Guerra de las Comunidades de Castilla.

En 1217 Fernando III el Santo recibió de su madre Berenguela el Reino de Castilla y de su padre Alfonso IX en 1230 el de León. Asimismo, aprovechó el declive del imperio almohade para conquistar el valle del Guadalquivir mientras que su hijo Alfonso tomaba el Reino de Murcia. Las Cortes de León y Castilla se fundieron, momento el que se considera que surge la Corona de Castilla, formada por los reinos de Castilla, León, Toledo y el resto de reinos taifas y señoríos conquistados a los árabes. Estos reinos conservaron instituciones y legislación diferenciadas. Por ejemplo, en los reinos de Galicia, León y Toledo se aplicaba un derecho de raíz romano-visigótica, diferente a la legislación basada principalmente en la costumbre que existía en el Reino de Castilla.
En 1520 tuvo lugar la Guerra de las Comunidades de Castilla, que fue el levantamiento armado de los denominados comuneros, acaecido en la Corona de Castilla desde el año 1520 hasta 1522, es decir, a comienzos del reinado de Carlos I. Las ciudades protagonistas fueron las del interior castellano, situándose a la cabeza de las mismas las de Toledo y Valladolid. Las demandas fiscales, coincidentes con la salida del rey para la elección imperial en el Sacro Imperio Romano Germánico (Cortes de Santiago y La Coruña de 1520), produjeron una serie de revueltas urbanas que se coordinaron e institucionalizaron. Tras prácticamente un año de rebelión, se habían reorganizado los partidarios del emperador (particularmente la alta nobleza y los territorios periféricos castellanos, como Andalucía) y las tropas imperiales asestaron un golpe casi definitivo a las comuneras en la batalla de Villalar, el 23 de abril de 1521. Allí mismo, al día siguiente, se decapitó a los líderes comuneros (Juan de Padilla, Juan Bravo y Francisco Maldonado). El ejército comunero quedaba descompuesto. Solamente Toledo mantuvo viva su rebeldía, hasta su rendición definitiva en febrero de 1522.
Las consecuencias fundamentales de la Guerra de las Comunidades fueron la pérdida de la élite política de las ciudades castellanas, en el plano de la represión real; y en las rentas del Estado. El poder real se veía obligado a indemnizar a aquellos que perdieron bienes o sufrieron daños en sus posesiones durante la revuelta. Las mayores indemnizaciones correspondían al Almirante de Castilla, por los daños sufridos en Torrelobatón y los gastos ocasionados en la defensa de Medina de Rioseco. Le seguían el Condestable y el obispo de Segovia.
La forma de pago de estas indemnizaciones se solucionó mediante un impuesto especial para toda la población de cada una de las ciudades comuneras. Estos impuestos mermaron las economías locales de las ciudades durante un periodo aproximado de veinte años, debido a la subida de precios. De igual modo, la industria textil del centro de Castilla perdió todas sus oportunidades de convertirse en una industria dinámica.
Tras la guerra de sucesión española (1700-1715), el vencedor, el rey Borbón Felipe V, emite los Decretos de Nueva Planta en 1715. Con estos documentos se cambió la organización territorial de los Reinos Hispánicos y se abolió el derecho público, las instituciones propias y todo tipo de fueros y normas tanto de la Corona de Castilla como de la Corona de Aragón. Con ello buscaba la unificación político-jurídica de todos sus dominios.

### Reformismo y divisiones territoriales

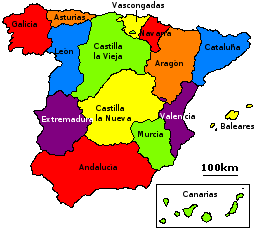
División territorial de España en 1833 llevada a cabo por el secretario de Estado de Fomento Javier de Burgos.

El reformismo borbónico significó la abolición de todo tipo de autonomía de los diferentes reinos que formaban la Monarquía hispánica de los Austrias, y una absoluta centralización de las administraciones. La casa de Borbón construyó una monarquía absoluta centralista y uniformista. No obstante, Fernando VI reordenó los límites territoriales denominados intendencias y creados por su padre Felipe V, haciéndolos coincidir con las provincias de los Austrias y los antiguos reinos de España.
Durante la invasión napoleónica y el reinado de José I Bonaparte, se establecieron 28 prefecturas o provincias al estilo francés, que ignoraban los condicionantes históricos y recibieron nombres de accidentes geográficos.
En 1833, durante el reinado de Isabel II el secretario de Estado de Fomento Javier de Burgos llevó a cabo la división de España en provincias y regiones que se mantuvo de forma oficiosa hasta la llegada de las autonomías. La región histórica de Castilla se dividía en dos nuevas demarcaciones: Castilla la Vieja (integrada por las provincias de Santander, Burgos, Logroño, Soria, Segovia, Ávila, Valladolid y Palencia) y Castilla la Nueva, que comprendía Ciudad Real, Cuenca, Guadalajara, Madrid y Toledo.

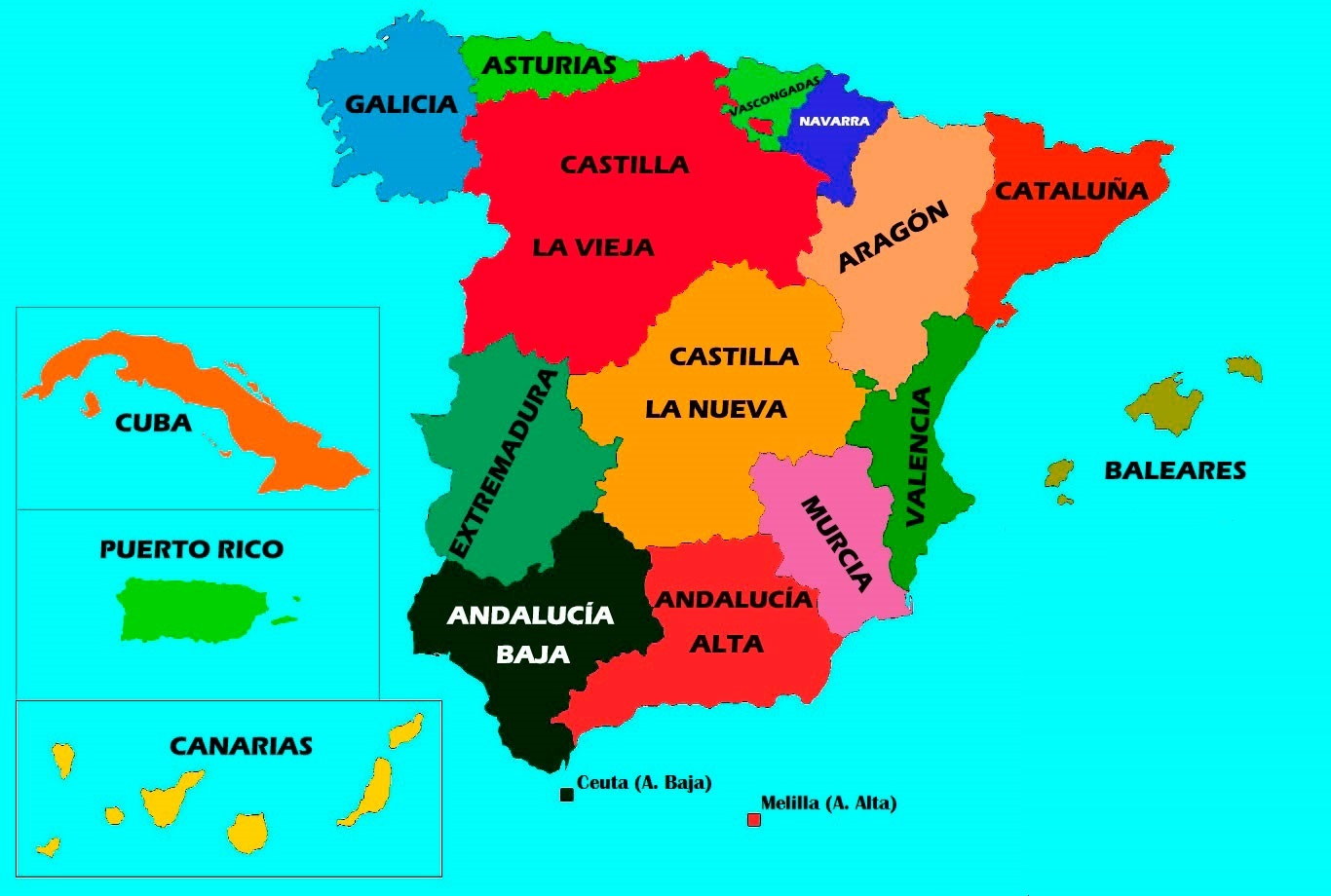
Estados propuestos en la Constitución Federal de 1873 (Primera República española).

El 15 de junio de 1869 se firmó en Valladolid el Pacto Federal Castellano por el Partido Republicano Federal, que constituía el «Estado de Castilla la Vieja» con las provincias de Ávila, Burgos, León, Logroño, Palencia, Santander, Salamanca, Segovia, Soria, Valladolid y Zamora, con capitalidad en Valladolid, y el «Estado de Castilla la Nueva» con las provincias de Albacete, Ciudad Real, Cuenca, Guadalajara, Madrid y Toledo, con capitalidad en Madrid. Esta división se consideró en la Constitución de la Primera República española de 1873, cuyo primer artículo dice: 

Componen la Nación Española los Estados de Andalucía Alta, Andalucía Baja, Aragón, Asturias, Baleares, Canarias, Castilla la Nueva, Castilla la Vieja, Cataluña, Cuba, Extremadura, Galicia, Murcia, Navarra, Puerto Rico, Valencia, Regiones Vascongadas.

## Contexto geográfico

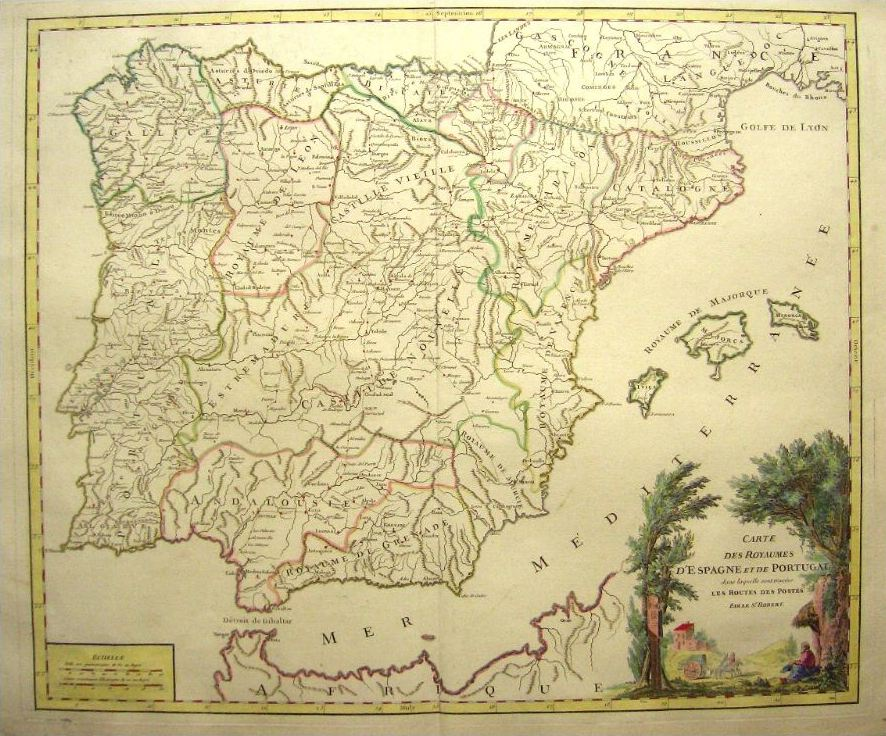
Mapa de España y Portugal de 1770 en que Castilla aparece en una única división, aunque se especifica «Castilla la Vieja» para la parte norte y «Castilla la Nueva» para la zona sur, aunque sin trazar ninguna división entre ambas.

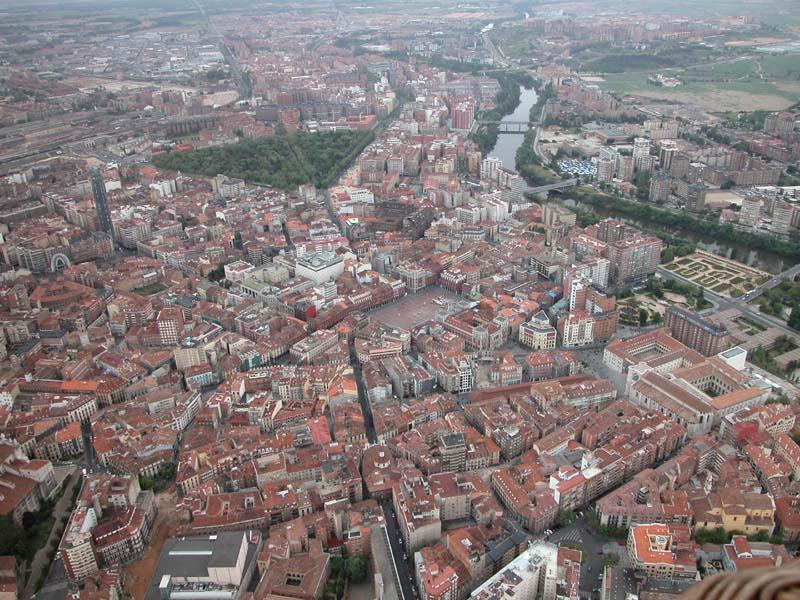
La ciudad de Valladolid, considerada en algunas épocas la capital de Castilla, donde se firmó el Pacto Federal Castellano en 1869.

La configuración geográfica es uno de los aspectos más controvertidos del concepto de Castilla. La idea de dos castillas se normalizó entre los siglos XV y XVI, al popularizarse el concepto de «Castilla la Nueva» para referirse a lo que fue conocido como Reino de Toledo (incorporado a la Corona de Castilla hacia 1085) para diferenciarlo de «Castilla la Vieja», identificada con el antiguo Reino de Castilla.
Según el libro Geographia historica, de Castilla la Vieja, Aragon, Cathaluña, Navarra, Portugal, y otras provincias, de 1752, cuando se nombra a Castilla de forma general, se entiende por esta a Castilla la Vieja, si bien en esta publicación se llama Castilla la Vieja no solo a lo que era antiguamente Castilla, también a gran parte del reino de León.
No es hasta 1833 cuando se establece la división de España en provincias y regiones que, aunque no tenía carácter jurisdiccional, sentó las bases de la organización territorial del Estado. Este proyecto clasifica ya oficialmente a Castilla en Castilla la Vieja y Castilla la Nueva.
Según la Enciclopedia Espasa, el Pequeño Larousse, y la Enciclopedia Britannica, la región histórica de Castilla estaría compuesta por las antiguas regiones de Castilla la Vieja (Santander, Burgos, Logroño, Soria, Segovia, Ávila, Valladolid y Palencia) y Castilla la Nueva (Ciudad Real, Cuenca, Guadalajara, Madrid y Toledo).
Para la Enciclopedia Salvat y el Pequeño Espasa Ilustrado, estaría constituida por los territorios que en la actualidad integran los de las comunidades autónomas de Castilla y León, Castilla-La Mancha, Cantabria, La Rioja y Madrid. Esta definición incluiría Albacete y las tres provincias de la Región leonesa (León, Zamora y Salamanca), que no son incluidas por la versión anterior.
Frente a estas definiciones se sitúa el contexto establecido por la construcción del Estado de las autonomías de 1978. Por un lado con la escisión de las antiguas provincias de Santander, Logroño y Madrid (que se constituyeron en comunidades autónomas uniprovinciales) y por otro con la unión de la región leonesa a Castilla la Vieja y de la provincia de Albacete a Castilla la Nueva para dar lugar a otras dos comunidades: Castilla y León y Castilla-La Mancha.

## Implicaciones políticas

Bandera reivindicativa del castellanismo de izquierdas (nacionalista o independentista).

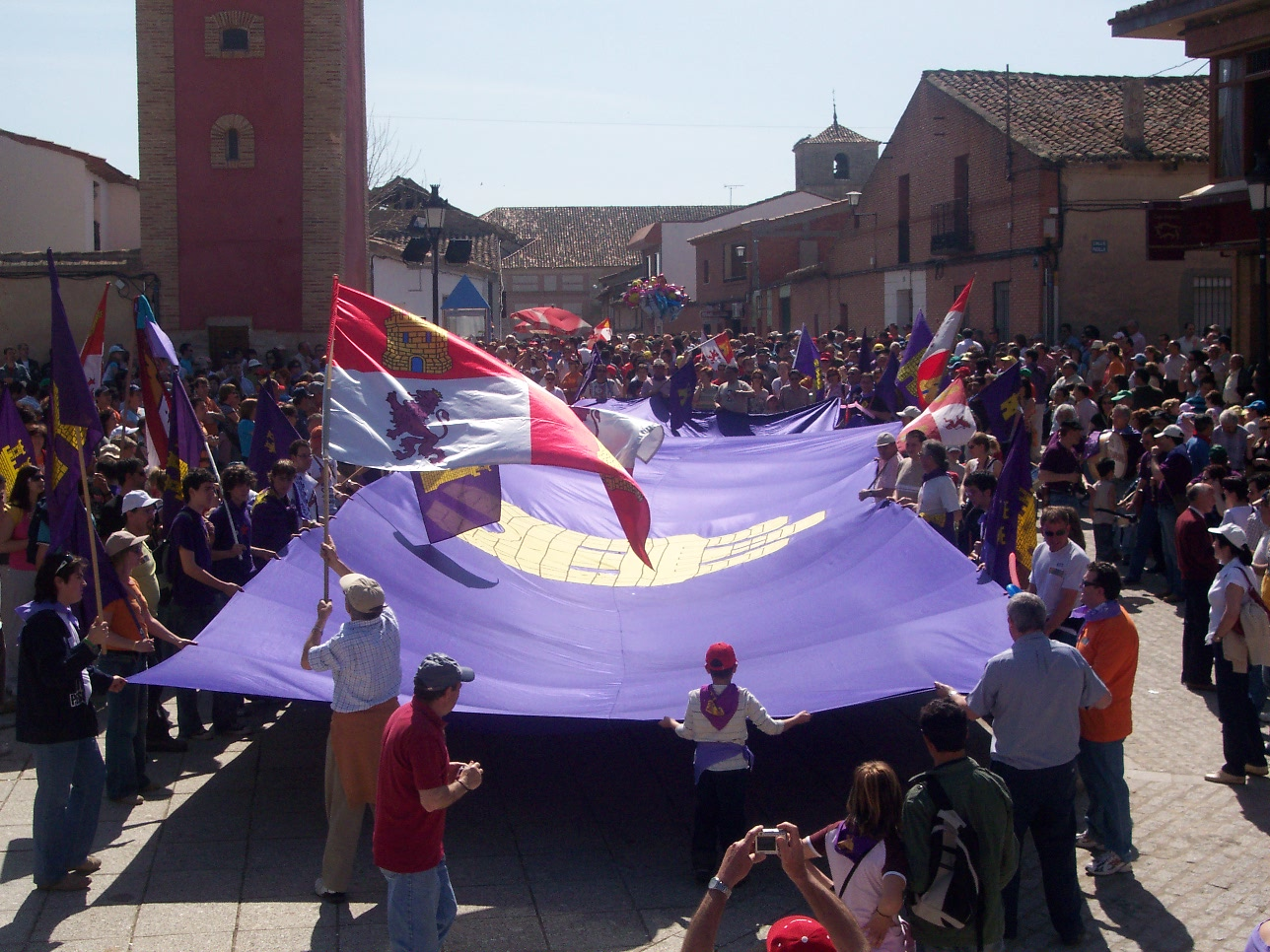
Banderas en la celebración de Villalar.

### Castellanistas
Desde ciertos movimientos políticos nacionalistas como el Partido Castellano, soberanistas como Izquierda Castellana, o independentistas como Yesca, se aboga por la unión política de la «Gran Castilla», entendiendo esta como la suma de las diecisiete provincias de las comunidades autónomas de Castilla y León, Castilla-La Mancha, La Rioja, Cantabria y Comunidad de Madrid, junto con la comarca de Utiel-Requena, administrativamente valenciana desde el siglo XIX. También existen asociaciones como Asociación Sociocultural Castilla o grupos de redes sociales que no incluyen a las provincias leonesas (Zamora, Salamanca y León) como castellanas. Asimismo, existen otros grupos que tampoco incluyen a las comunidades de Cantabria y La Rioja y otros que incluyen únicamente a las tres autonomías consideradas castellanas, apostando por su unión.

### Divergentes
Existe diversidad de opiniones sobre los territorios que deberían integrar Castilla. Algunas comunidades uniprovinciales desgajadas de la antigua Castilla la Vieja cuentan con un regionalismo propio muy implantado.
En Cantabria no existe actualmente ninguna fuerza política o agrupación que defienda la integración en Castilla. El Partido Regionalista de Cantabria se opone a dicha integración. Existieron algunos movimientos proclives a la unión con Castilla como las ya desaparecidas Asociación Cantabria en Castilla (Aceca), colectivo procastellanista activo en Cantabria durante el proceso autonómico, y su heredera Asociación para la Integración de Cantabria en Castilla y León (AICC), activa en el primer lustro del siglo XXI. De esta última surgió el extinto partido La Unión, que incorporó en su primer programa electoral la cooperación y colaboración con Castilla y León como región complementaria; postura que terminó abandonando para apostar por una autonomía cántabra con recentralización de ciertas competencias y colaboración con las comunidades autónomas vecinas.
En La Rioja, el Partido Riojano, de tendencia regionalista riojana, no se plantea la integración del territorio riojano en la órbita castellana. Por otra parte, no existe ningún partido ni sociedad en la comunidad que pretenda dicha anexión. El regionalismo riojano, que defiende tanto la pertenencia a la autonomía de La Rioja como a España, es desde el punto de vista identitario mayoritario en la comunidad, según las encuestas y estudios sociológicos.
Al margen del castellanismo, existen partidos castellanoleonesistas que defienden la actual autonomía de Castilla y León; es el caso de Unidad Regionalista de Castilla y León. De igual manera, hay partidos regionalistas en Castilla-La Mancha que defienden dicha autonomía, como el Partido Regionalista Manchego o el desaparecido Partido Regionalista de Castilla-La Mancha. Mención aparte merecen partidos regionalistas de ámbito provincial, como por ejemplo Iniciativa por el Desarrollo de Soria, el Partido Regionalista de Guadalajara o Independientes por Cuenca.

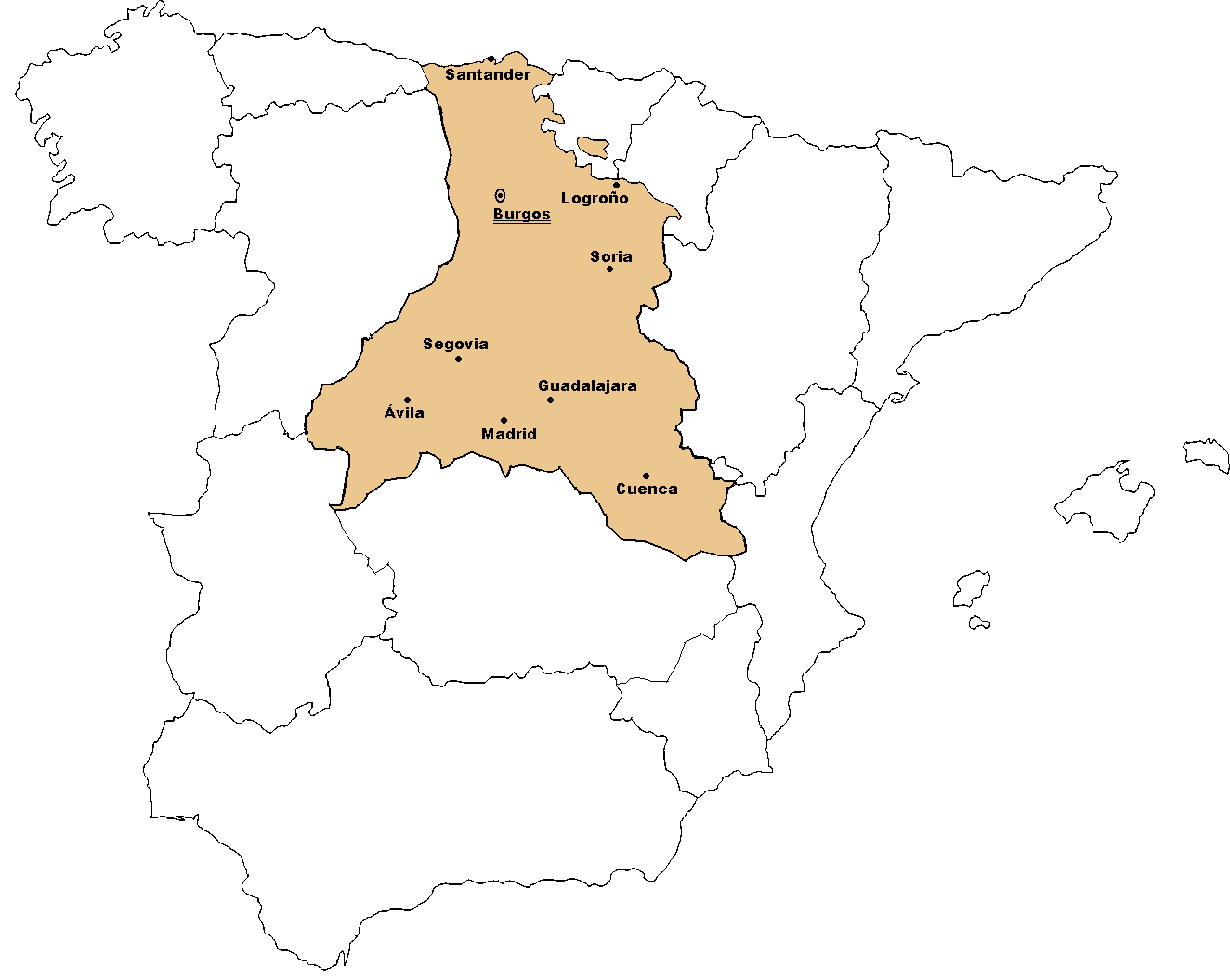
Las tesis carreteristas defienden una versión más reducida de Castilla, con la inclusión de Cantabria y la exclusión de gran parte de las provincias de Valladolid y Palencia.

Los partidos de ideología leonesista se oponen —por lo común— a planteamientos de integración con Castilla, negando la supuesta castellanidad de las provincias de León, Zamora y Salamanca (a las que denominan País Leonés), y pretenden para el trío provincial la secesión autonómica, basándose —en cuanto a historiografía política diferenciada— en la fuerte personalidad del territorio en la Alta Edad Media, del que surgió políticamente la propia Castilla, además de los 150 años de existencia de la Región de León, entre 1833 y 1983, ente meramente nominal, y no administrativo.
Por su parte, los carreteristas defienden que las provincias que forman parte de las actuales comunidades autónomas de Castilla y León, y de Castilla-La Mancha, deben formar comunidades autónomas uniprovinciales, estableciendo posteriormente relaciones con el resto de provincias castellanas. De esta manera, se considera que se respeta mejor la tradición de descentralización de Castilla, usando una unidad territorial mucho mayor que las predecimonónicas, pero que ha tenido una feliz implantación desde 1833 en este territorio.

## Conceptualización moderna

### Versiónnoventayochista. Inicios dels.XX
El liberalismo decimonónico impulsó un proyecto de construcción nacional de España; uno de sus pivotes, junto al de la acción histórica del Estado, fue la expresión cultural simbolizada por Castilla.
Castilla fue apelada en el cambio de siglo por parte de la Institución Libre de Enseñanza así como por los autores de la generación del 98 como refugio espiritual de España, estableciéndose tras el desastre las bases de un nacionalismo español de nuevo cuño en la historiografía. Un lugar común es la extensión del paisaje y la naturaleza al carácter de sus gentes. La evocación de sus paisajes fue una constante entre los miembros de la Institución Libre de Enseñanza.

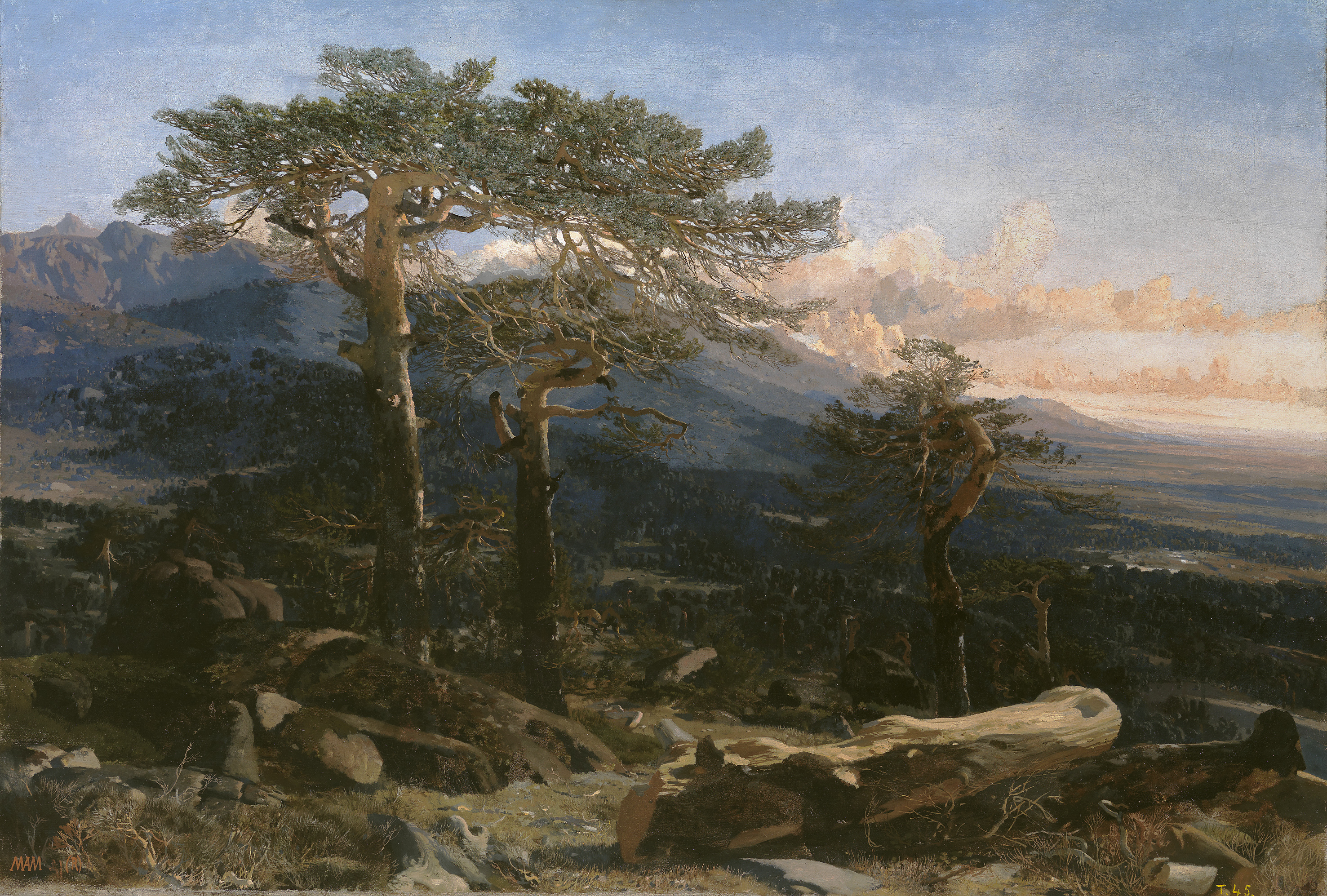
Giner de los Ríos colocó a la sierra de Guadarrama como expresión de Castilla. Paisaje del Guadarrama, de Martín Rico, representando los montes de Valsaín.

En este contexto, Giner de los Ríos encontró en este paisaje castellano atributos tales como una «robusta fuerza interior, severa grandeza, nobleza, dignidad, señorío, esfuerzo indomable, gravedad, austeridad, carácter y modo de ser poético». La concepción institucionista de Castilla entronca y conecta con la ideación de esta por parte de la generación del 98, que encontraría en la región un vehículo a través del cual materializar sus inquietudes. Giner de los Ríos estableció en sus escritos a la sierra de Guadarrama como expresión particular del paisaje castellano, y a Peñalara en un símbolo, encontrando a su vez el escritor Enrique de Mesa la ascensión a dicha cumbre como clave para entender tanto Castilla la Vieja («ennoblecida por los hidalgos cuerdos») y Castilla la Nueva («sublimada por el hidalgo loco»).

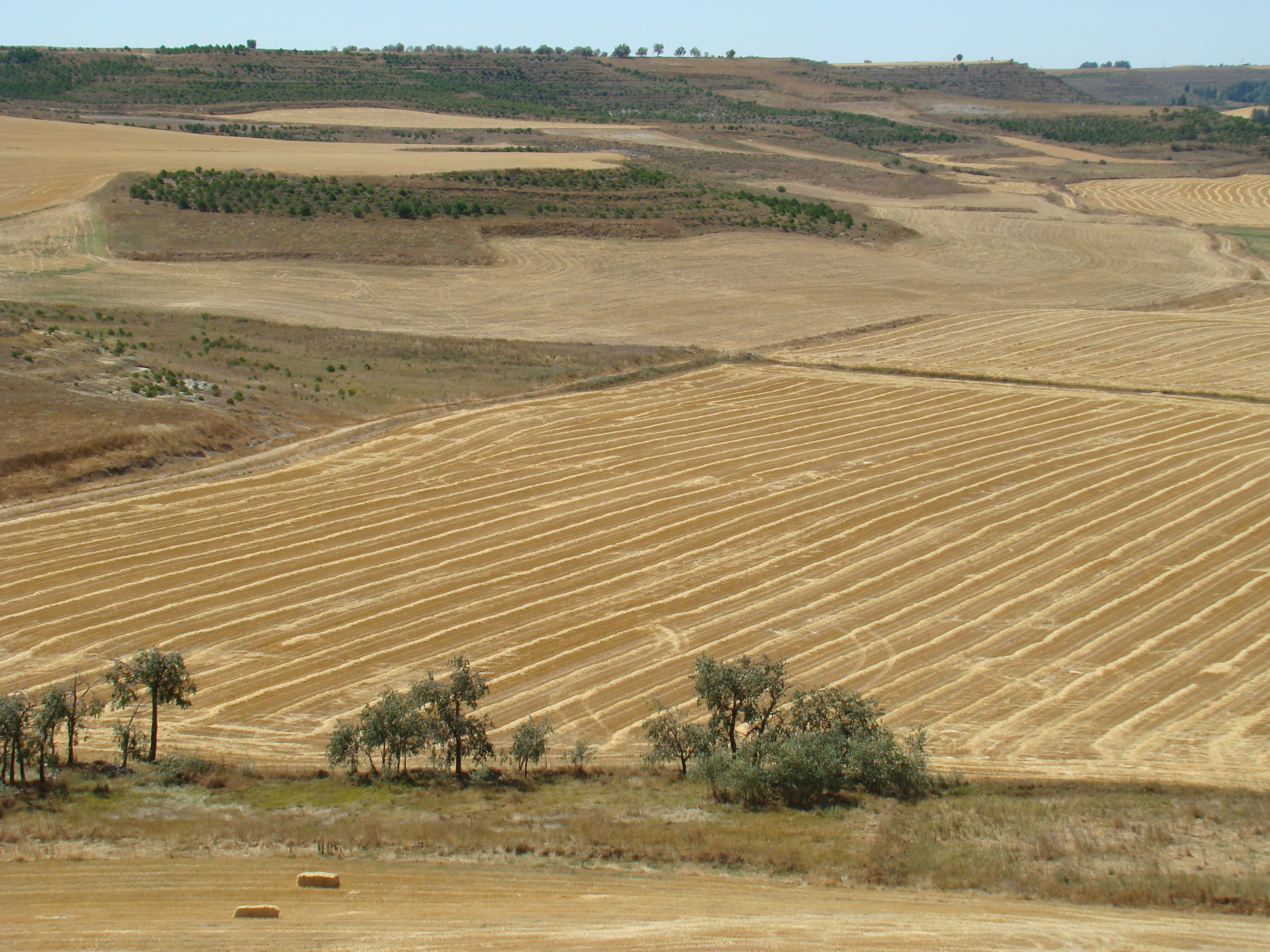
Maeztu identificó a Castilla con la meseta sin árboles. En la imagen, campos de cultivo en Montealegre de Campos (Valladolid).

Entre los noventayochistas que contribuyeron a la definición de este paisaje castellano se encuentra el poeta Antonio Machado, con sus Campos de Castilla, además de Azorín, especialmente afín a los planteamientos de la Institución en relación con Castilla, que habría encontrado en la población de la región «el tipo del campesino castellano castizo, histórico: noble, austero, grave y elegante en el ademán; corto, sentencioso y agudo en sus razones». Joaquín Costa identificó a España con Castilla con su «Pasaron siglos, Castilla se hizo España». En Miguel de Unamuno, inicialmente con posiciones críticas, se observa una progresiva identificación con la idea de Castilla. Décadas más tarde, en los debates durante la Segunda República sobre el texto constitucional de 1931, denunciaría que «ya hemos oído que Castilla no conoce la periferia, y yo os digo que la periferia conoce mucho peor a Castilla». Ramiro de Maeztu la identifica con la meseta.
Ortega y Gasset plasmó en sus escritos la influencia de la asociación simbólica por parte de Giner de los Ríos de España en Castilla y de Castilla en «un esenciero de españolía». En 1921 escribió en su España invertebrada «Castilla ha hecho a España y Castilla la ha deshecho».
Castilla aparecería en una compleja relación de amor-odio, como motivo recurrente de la obra del regeneracionista Julio Senador, caracterizado por su pesimismo antropológico. En Castilla en escombros (1915) llegó a sostener que «decir Castilla no es más que articular un vocablo vacío de sentido, porque ya no queda aquí ninguna Castilla de existencia real».

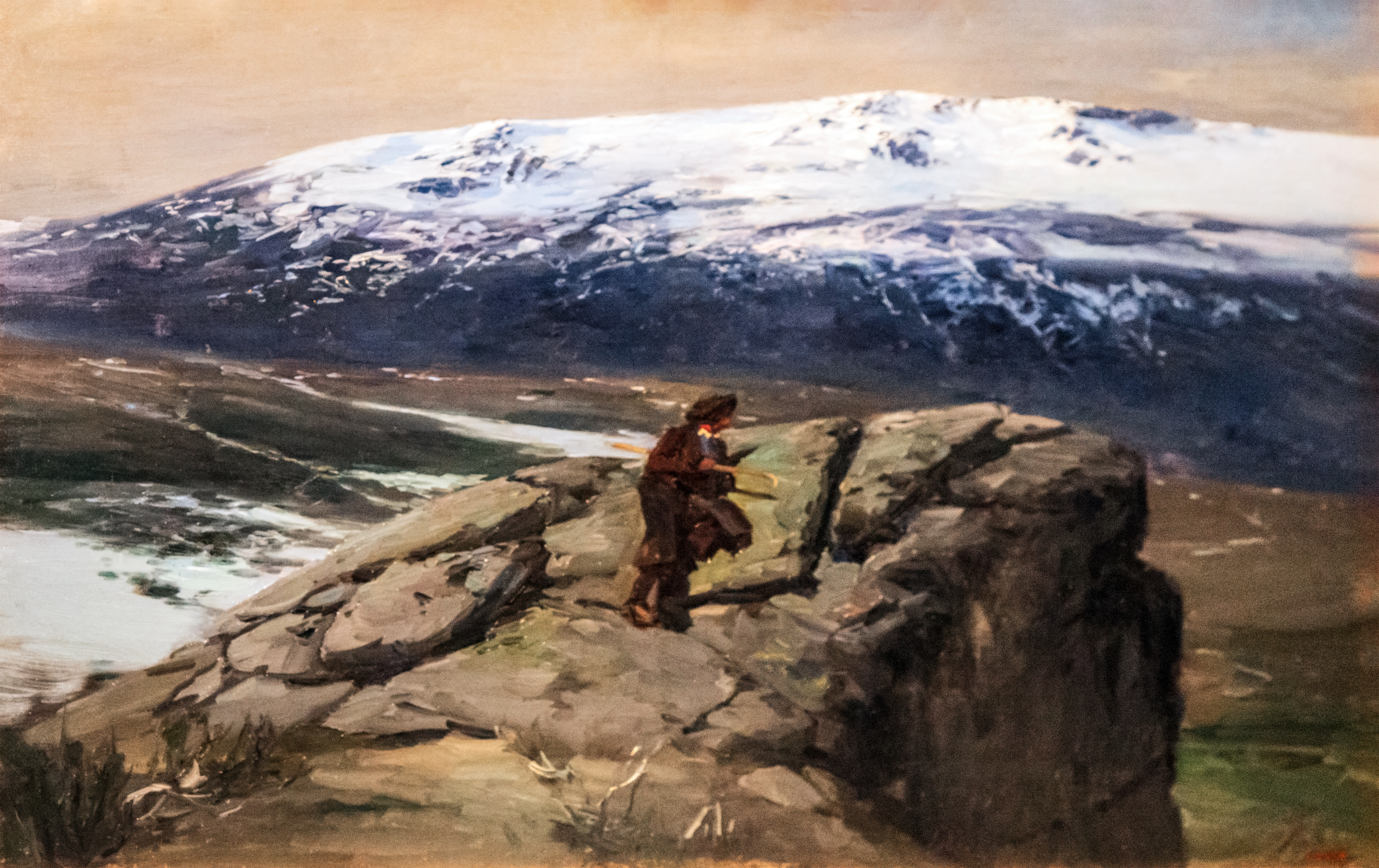
El carreterismo incidió en la identificación de Castilla con las montañas. Peñalara. Sierra de Guadarrama. Óleo sobre tela de Jaime Morera y Galicia.

Desde una perspectiva de regionalista castellano, Luis Carretero Nieva reconoció a Castilla en 1918 en las provincias de Ávila, Burgos, Logroño, Santander, Segovia y Soria, y, oponiendo «Castilla» con «León» y recelando de la ciudad de Valladolid, plasmó la idea de que Castilla no se asociaba con la llanura de la meseta, sino con las «montañas»; sus ideas y las de su hijo Anselmo, que posteriormente agrandaría la idea de Castilla a las provincias novocastellanas de Madrid, Guadalajara y Cuenca, llegarían a tener cierto eco en el desarrollo del proceso preautonómico en Castilla y León, que tuvo lugar a caballo de las décadas de 1970 y de 1980.

### Contraposición a los regionalismos periféricos
En relación con La Montaña, autores como Clarín y Amador de los Ríos abogaron por la idea de Cantabria en Castilla oponiéndose a la posibilidad de justificación de un regionalismo montañés que en cualquier caso se presentaba localmente con frecuencia asociado en buena medida a Castilla; el relato liberal de la concepción de Cantabria como origen de Castilla y de España se extendió a lo largo de los siglos xix y xx. Por otro lado, algunos intelectuales de la región, entre ellos Marcelino Menéndez y Pelayo, se dedicaban en sus escritos a la exaltación regional, o bien afirmaban la indisoluble unidad de caracteres físicos y morales que tuvieron siempre las provincias de Asturias y Santander, en publicaciones tales como el Almanaque de las Dos Asturias o la Revista Cántabro-Asturiana. El cantabrismo, sin importar su tendencia política, se identificó tanto con Castilla como únicamente con Cantabria durante la Segunda República, especialmente en los debates sobre los estatutos. Finalmente, la formulación de un estatuto «cántabro-castellano» en un contexto federal, que se limitaba a la provincia pero admitía la incorporación de municipios limítrofes de provincias vecinas con vínculos históricos, fue la posición más clara del particularismo cántabro.

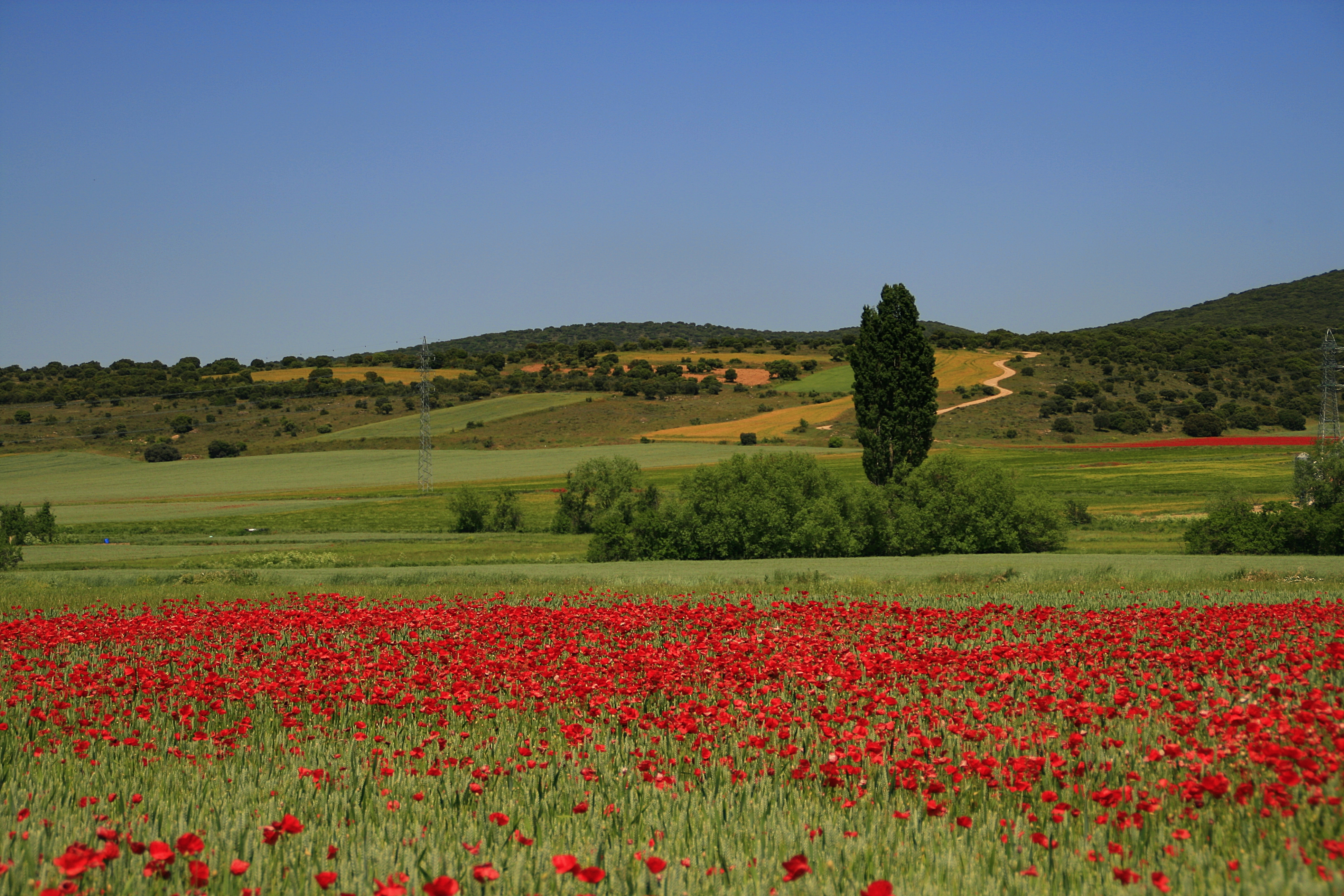
Campo de amapolas en Ólvega (Soria).

Desde Cataluña ha sido en el pasado interpretada como una identidad territorial dentro de España, contraponible a Cataluña, planteándose una dualidad entre ambas regiones. Según Enric Ucelay-Da Cal la historiografía catalana a lo largo de la Edad Moderna no llegó a desarrollar una visión de Castilla más allá que en función relativa a la propia Cataluña, conceptuándola meramente como vecino de esta junto a Francia.
El relato de una Castilla culpable del fracaso del desarrollo nacional de Cataluña abrazado por los autores de la Renaixença permeó fuertemente en el discurso del nacionalismo catalán, operando Castilla como un Otro que, de manera efectiva, consolidara la identidad catalana. La figura de Castilla aparece en los escritos del publicista catalán Pompeyo Gener, abanderado del darwinismo social, quien, para justificar la supremacía de lo catalán frente a lo castellano, argumentó en 1887 que Castilla carecía de capacidad científica por «la falta de oxígeno y la presión de la atmósfera, la mala alimentación, la preponderancia de una raza en la que predomina el elemento semítico y pre-semítico (los andaluces), y el que la pluma sirva para escalar el poder, han sido causas que han producido un carácter frívolo y vacío en la literatura española».
La noción de una Castilla envejecida que debe pasar la antorcha a Cataluña es recurrente en el pensamiento catalanista de comienzos del siglo xx; para Joan Maragall (1902): «Castilla, metida en un centro de naturaleza africana, sin vistas al mar, es refractaria al cosmopolitismo europeo; […] Castilla ha concluido su misión directora y ha de pasar su cetro a otras manos».

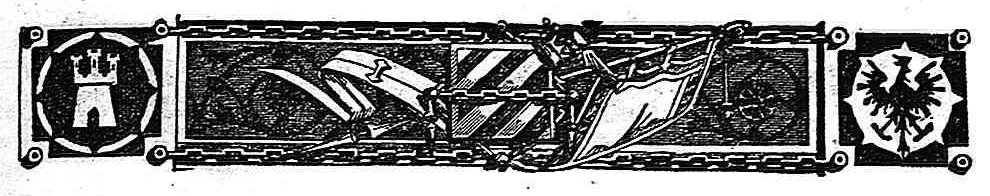
Friso en las páginas de La Reinaxensa de 1878 en el que se representa alegóricamente a la izquierda a Castilla como una torre, con el escudo de Cataluña en el centro unido a Castilla por medio de cadenas, y con un águila alegórica de Cataluña a la derecha.

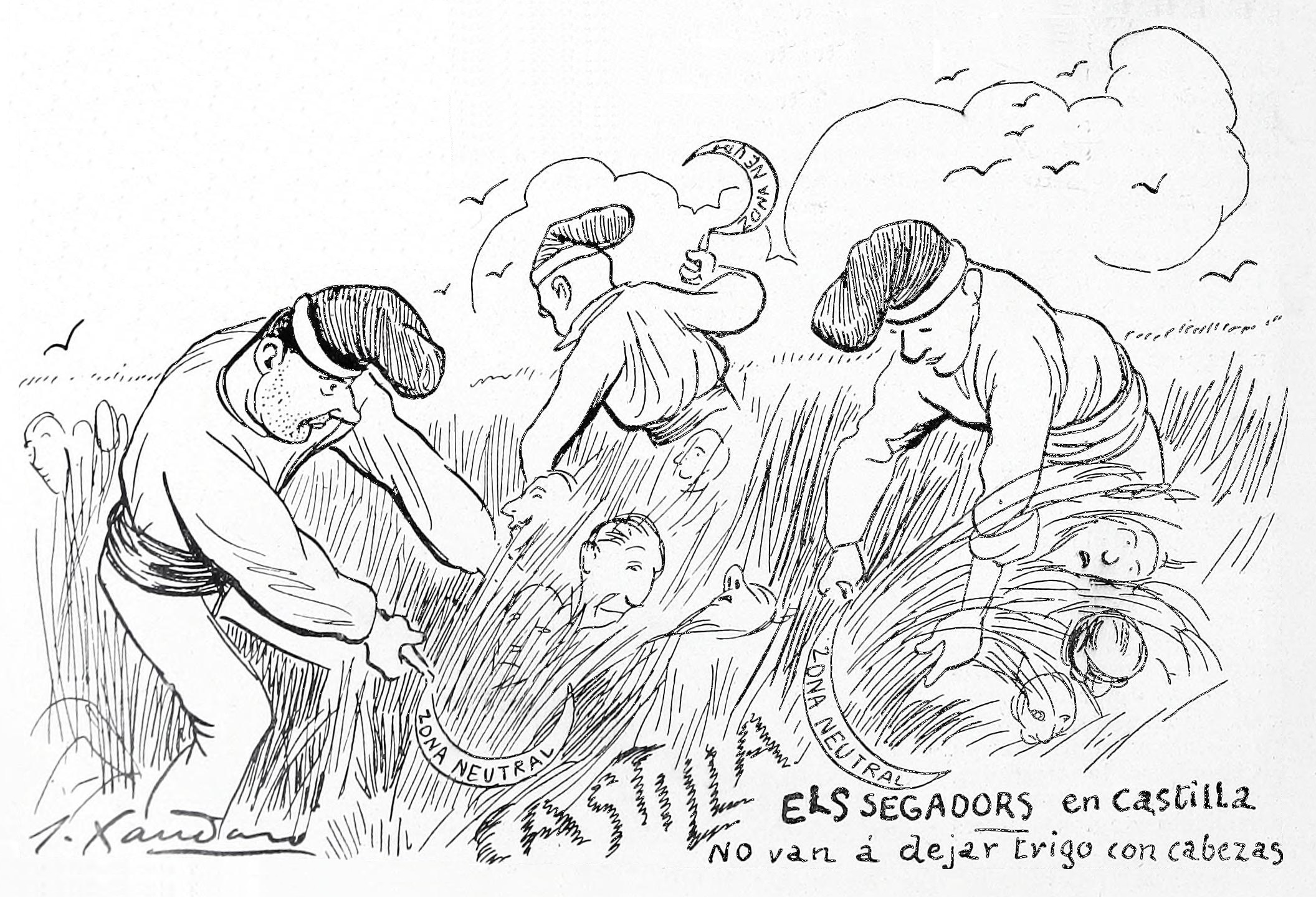
«Els Segadors en Castilla no van á dejar trigo con cabezas», de Joaquín Xaudaró para la revista Blanco y Negro.

Castilla y su relación con Cataluña sería objeto de diversas representaciones alegóricas en la ilustración y caricatura de la prensa periódica del siglo XIX y comienzos del XX.
En Galicia, la plasmación de una Castilla imaginada como referente de negación necesario para construir la Galicia imaginada, tendría una importancia destacada en los períodos del regionalismo y la primera etapa del nacionalismo gallego. En el contexto del nacionalismo gallego histórico, Manuel Murguía incorporaría a su discurso identitario de la codificación de la diferencia entre una cultura «celta» superior y una cultura «semítica» inferior la oposición dicotómica «Galicia»-«Castilla»; igualmente, en el imaginario identitario de Castelao «Castilla» se conformaría como etnia de exclusión. Por su parte Blas Infante, prócer del andalucismo, alejándose del casticismo también reivindicó a «Andalucía» frente a «Castilla», poniendo en valor rasgos semíticos e islámicos que encontró en el genio andaluz, si bien en un principio no en un sentido completamente antagonístico. A la visión de Andalucía del nacionalismo étnico andaluz se enfrentarían interpretaciones de esta como producto de Castilla: la «Castilla Novísima», abrazada por autores como Domínguez Ortiz y Sánchez Albornoz.

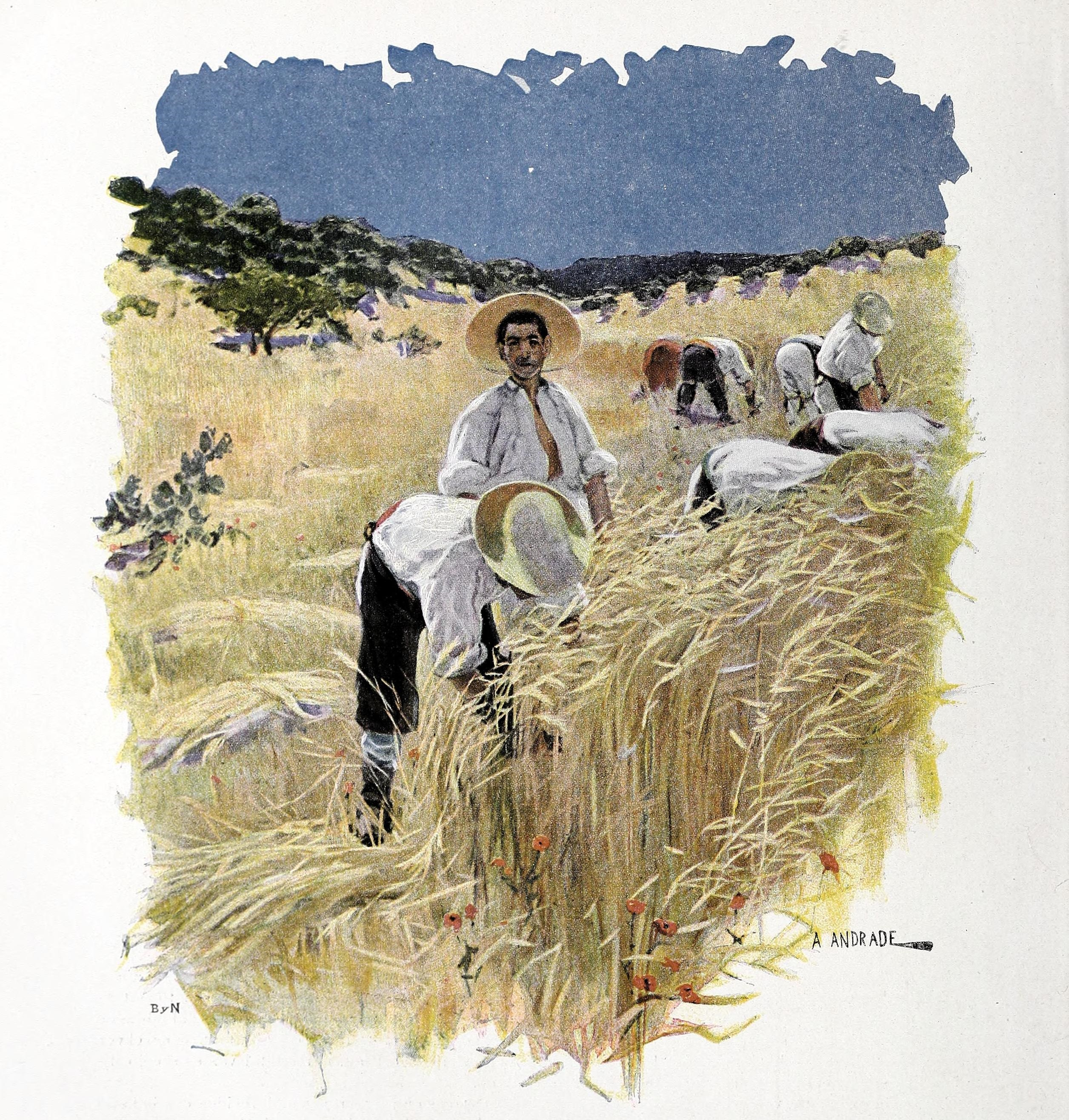
Dibujo de Ángel Andrade ilustrando «Por tierra de Castilla», artículo de Eugenio Sellés en Blanco y Negro.

También figura en esta proyección cultural de Castilla la labor del músico y folclorista Antonio José, que dedicó a estas tierras obras como Sinfonía castellana, Danzas burgalesas, Evocaciones, Suite ingenua e Himno a Castilla.

### La Castilla del franquismo
Castilla constituyó también un elemento central del ultranacionalismo palingenésico del ideario falangista, invocándose a Castilla a la hora de articular su visión de comunidad imaginada de España, situándose como la quintaesencia de España de manera repetida en su mensaje político. Previamente a su militancia en Falange, Onésimo Redondo, cuyo castellanismo se convirtió en un eje clave de su ideología e influyó en ese aspecto a Ramiro Ledesma Ramos, abogó en «Castilla en España» como espacio donde se sublimarían las esencias nacionales contrarias a la corrupción de la capital y las urbes por una «España castellana y rural», opuesta al europeísmo, al cosmopolitismo y a los influjos extranjerizantes de occidente y oriente, por una Castilla rural, «incontaminada en su retiro», que persistiría en su «genuina potencia regeneradora». Otros eminentes falangistas, como Eugenio Montes («Castilla tiene la misma edad que Europa»), también recogieron posteriormente durante el franquismo el esencialismo castellano de Ramón Menéndez Pidal, una suerte de volkgeist castellano, y lo emplearon como ariete para desafiar al nacionalismo liberal. Durante la celebración del llamado «Milenario de Castilla» en 1943 por el régimen franquista, Franco habló algo fríamente en términos de «la gran
Castilla, base de la nación española», Carrero Blanco trató a Castilla como «médula de la patria» y García Villoslada como «raíz y médula de España» mientras que José Ibáñez Martín se refirió afectuosamente a Castilla como «madre de España», atribuyendo a la Castilla de Fernán González una serie de cualidades que según el ministro se habrían transmitido a los españoles, configurando «el tipo, el carácter, el ideal del hombre hispánico».

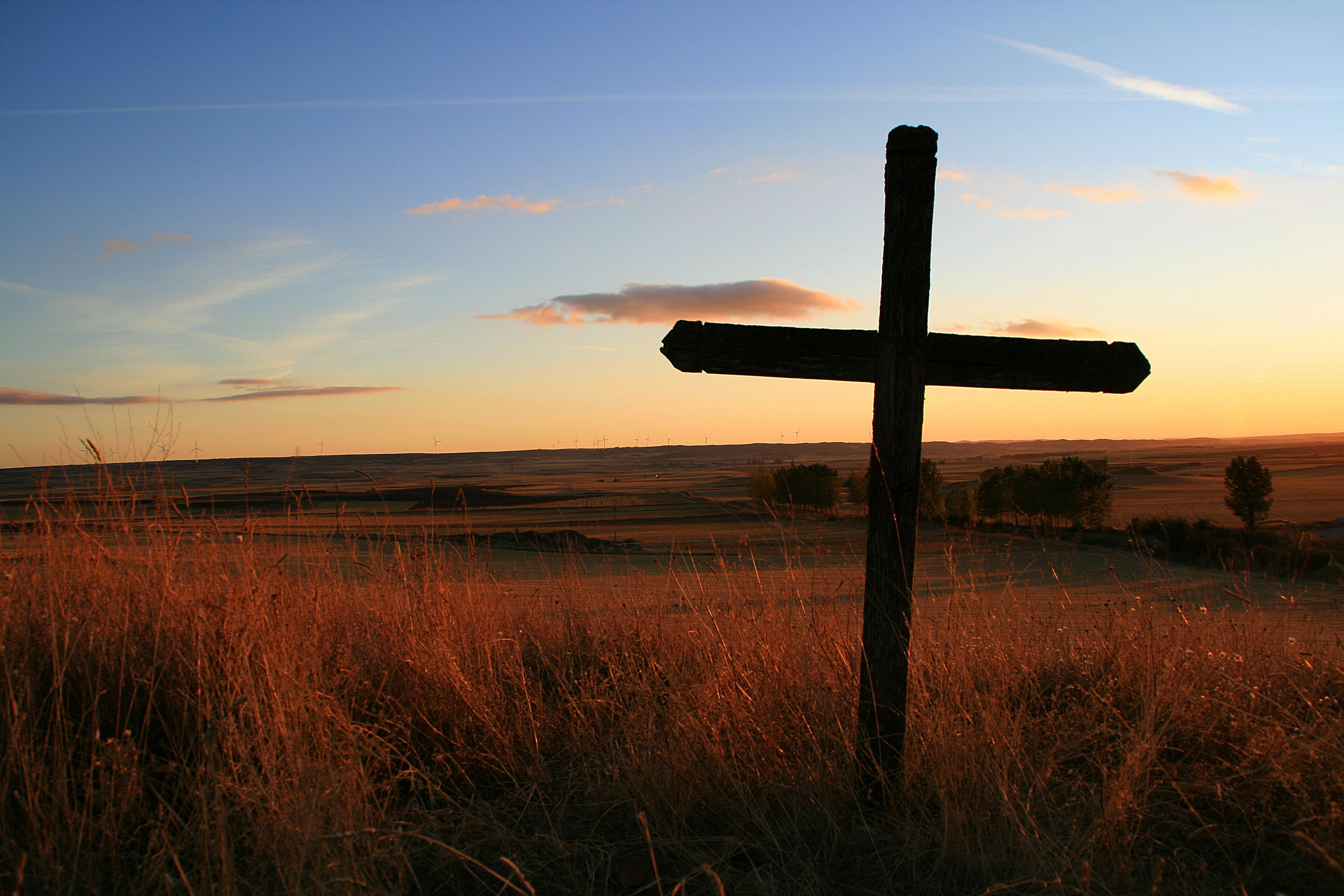
Paisaje de Campo de Gómara, en la provincia de Soria.

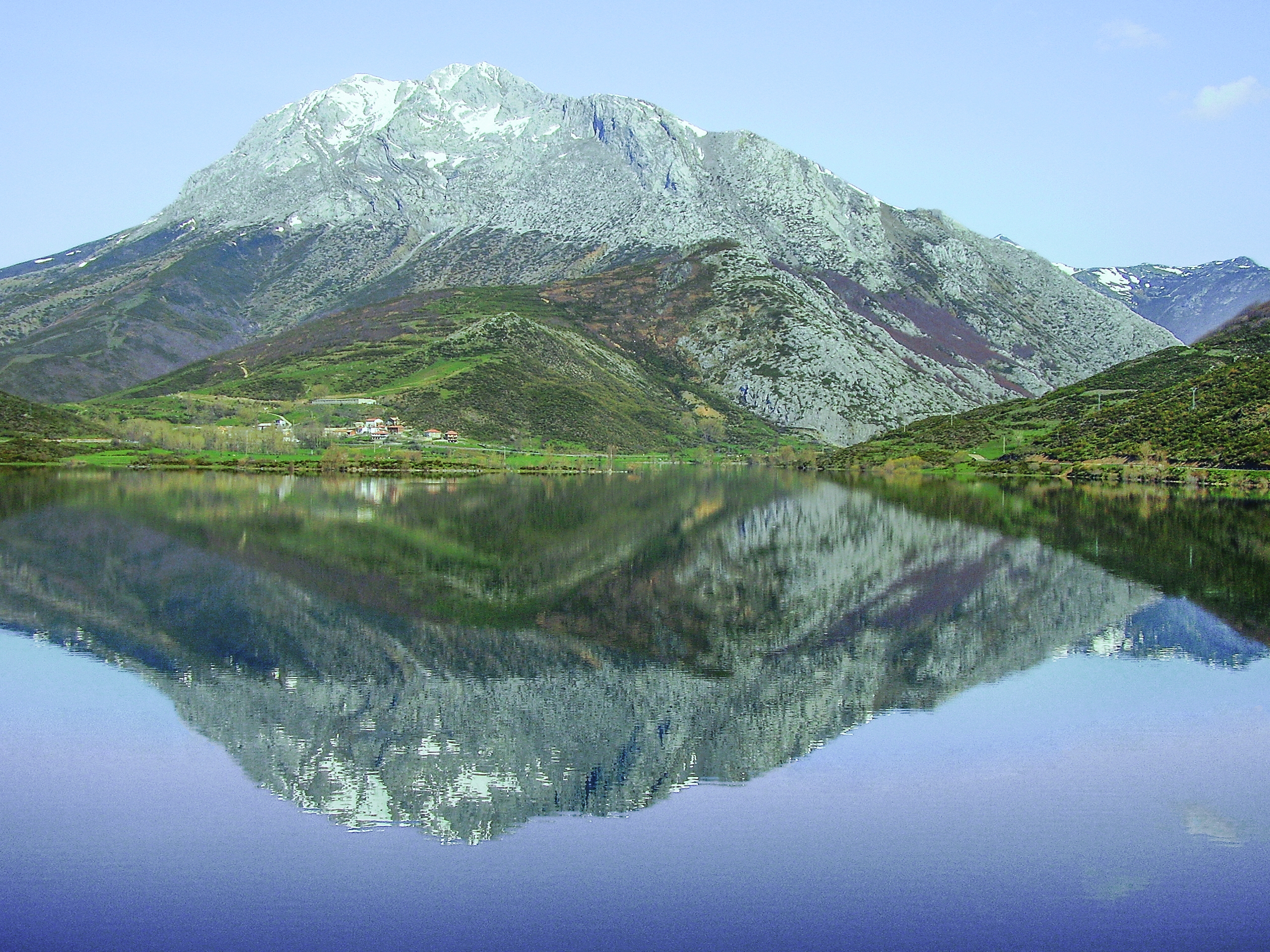
El concepto de Castilla ha sido identificado en ocasiones únicamente con la Meseta Central o la Tierra de Campos, pese a abarcar también importantes áreas montañosas. En la imagen, el pico Espigüete, en la Montaña Palentina.

También durante el franquismo, el integrista católico Rafael Calvo Serer encontró el concepto de Castilla como esencia de España como algo detestable; refractario el autor a cualquier tipo de esencialismo de carácter no católico para España, situaría al catolicismo como puntal de cara a asegurar la unidad de la patria. En abril de 1952 desarrolló en un artículo de ABC de título claramente provocativo —«España es más ancha que Castilla»— una apología del País Valenciano y un ataque al noventayochismo.

### El proceso autonómico
Durante el proceso autonómico tuvo lugar un revival de narrativas históricas de cuño regionalista, tanto antiunitarias —la carreterista de González Herrero o la leonesista (uniprovincial o en relación con las provincias de Salamanca, León y Zamora)—, como la de la «Gran Castilla» del Pacto Federal Castellano, que abogaría por la unión en una autonomía de Castilla la Vieja, León y Castilla la Nueva. También en democracia, se empujó desde las manifestaciones celebradas en Villalar el relato idílico de una «Castilla concejil y comunera». En esa línea, una musicalización en 1976 del romance Los comuneros (1972) por parte del grupo musical Nuevo Mester de Juglaría supuso el impulso a una teoría particular de Castilla.
En la actualidad, dos comunidades autónomas comparten nominalmente la denominación de Castilla; son Castilla y León y Castilla-La Mancha, cuya conformación fue discutida desde el punto de vista de fundamentación histórica. Historiadores como Julio Valdeón Baruque consideran por el contrario la unión de tierras en la cuenca del Duero como coherente históricamente, con base en la fuerte imbricación entre los territorios de Castilla y de León que ya se daría a finales de la Edad Media. Con, sin embargo, argumentos geopolíticos y socioeconómicos a favor, la población de las dos autonomías, al contrario que la de otras regiones, ha diluido su identidad colectiva en gran parte dentro de la identidad española.

## Etnografía

### Idioma

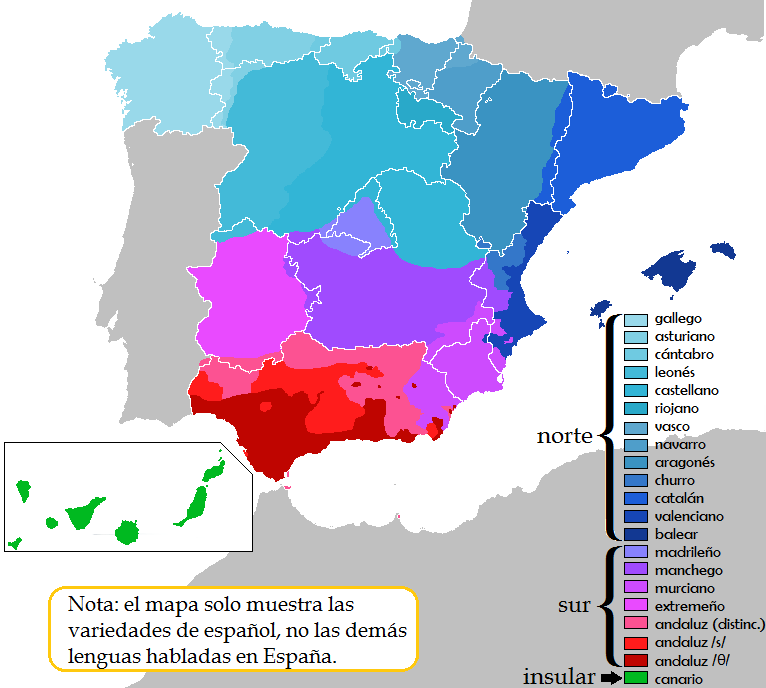
Dialectos y acentos del castellano en España y Andorra.

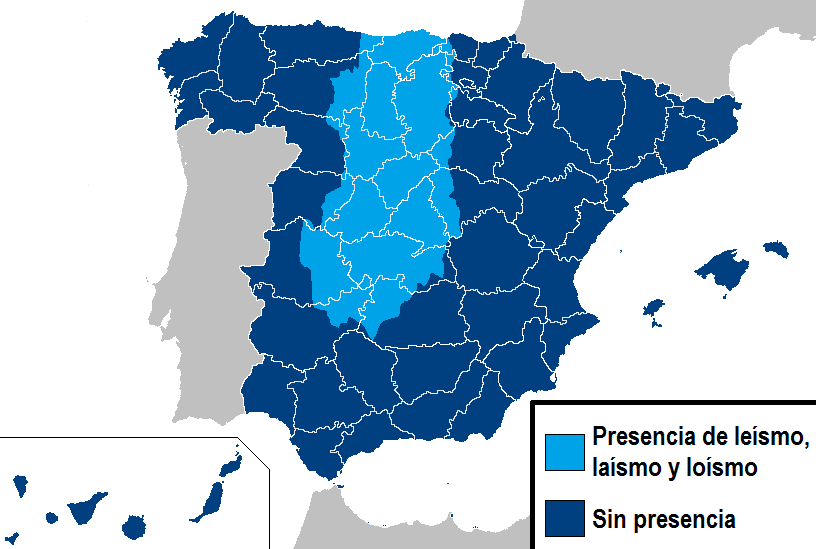
Presencia de leísmo, laísmo y loísmo en España y Andorra, especialmente notoria en la región castellana.

El idioma propio del territorio es el castellano, lengua romance del grupo ibérico, idioma que tuvo en la antigua Castilla su lugar de nacimiento.
Según la idea popular, el castellano se originó como un dialecto del latín en las zonas limítrofes entre las actuales Cantabria, Burgos, Álava y La Rioja, con posibles influencias vascas y germano-visigóticas, convirtiéndose en el principal idioma popular del Reino de Castilla (el idioma oficial era el latín). Sin embargo, es en Toledo, en la corte de Alfonso X, donde se creó la primera versión de un castellano escrito estandarizado, por lo que hay diversidad de opiniones sobre el grado en que el castellano moderno deriva en realidad del mozárabe hablado en esa ciudad antes y después de la conquista castellana.
Se extendió al sur de la península gracias a la Reconquista, y a los demás reinos peninsulares mediante las sucesivas unificaciones dinásticas: unión con León y Galicia con Fernando III de Castilla, introducción de la dinastía castellana Trastámara en la Corona de Aragón y posterior unión con los Reyes Católicos. Si bien el motivo más importante de su expansión por la península ibérica, más allá de las conquistas y uniones dinásticas, fue la prominente posición política y económica de, primero el Reino de Castilla y posteriormente de la Corona de Castilla en el entorno peninsular, con el prestigio cultural que ello conllevó. La colonización y conquista de América llevada a cabo simultáneamente expandió el idioma por la mayor parte del continente americano.
En la región histórica, la propia lengua castellana contemporánea tiene varios dialectos: el dialecto castellano septentrional, que se extiende aproximadamente por el área que va desde el límite con Cantabria y el País Vasco por el norte a Cuenca por el sur; el dialecto manchego en las provincias de Albacete, Ciudad Real, Toledo, la mayor parte de Cuenca y la Comunidad de Madrid; en la capital madrileña y su área metropolitana es común el dialecto madrileño o castellano de Madrid, considerado la principal fuente de innovaciones lingüísticas.

### Folclore
Categoría principal: Folclore de Castilla

#### Danzas

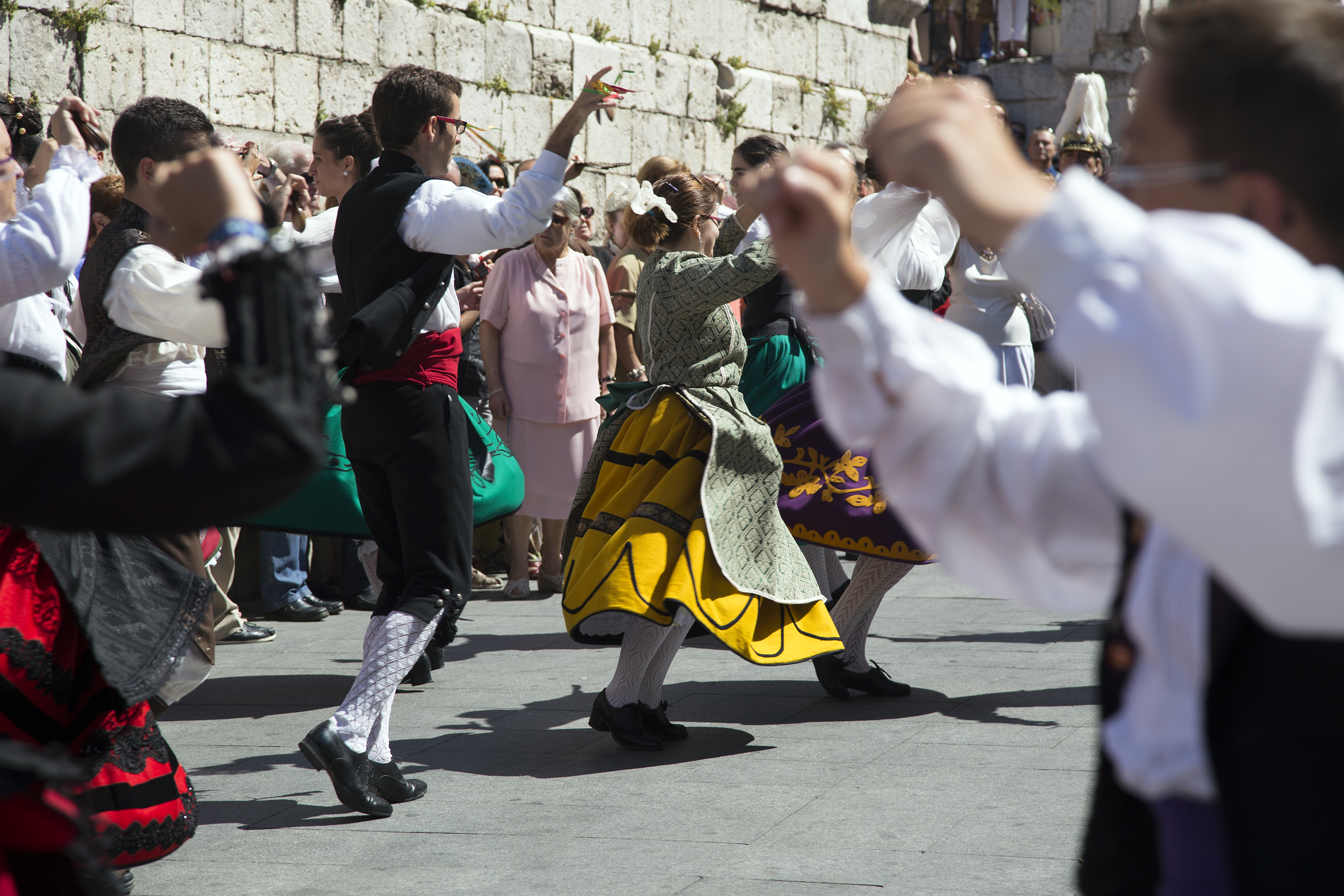
Grupo de danzas bailando una jota castellana a los pies de la catedral de Valladolid con motivo de la procesión de la Virgen de San Lorenzo.

Los dos bailes tradicionales más arraigados en Castilla son la jota castellana y la seguidilla.
La jota castellana es uno de los subgéneros más conocidos de la jota, un género muy extendido por la mayoría del territorio español. Algunas fuentes estiman que la jota castellana es una variedad de las jotas del Ebro, donde se sitúa su origen, que penetró en Castilla a través de las tierras de Soria. La primera referencia escrita a la jota en Castilla data de 1789, en la obra Aventuras en verso y prosa del insigne poeta y su discreto compañero, de Antonio Muñoz, donde se narra como unas mujeres de Valladolid le piden a un poeta que haga unas coplas para bailar a la jota. La jota castellana se baila con los característicos pasos saltados, un poco picada, y es más sobria y menos movida y airosa que la aragonesa.
La seguidilla es un baile con especial tradición en toda la región, especialmente en la zona de La Mancha, donde se las conoce por el subgénero de manchegas. A partir del siglo xvi se destaca su presencia en el ambiente rural tanto como en el urbano. Algunos autores apuntan que tienen su origen en Andalucía, tomando carta de naturaleza en Castilla, donde se produce su arraigo en la península. De ritmo ternario y movimiento animado, se baila con acompañamiento de castañuelas, guitarras, bandurrias, laúd, almirez y botella de anís.
Los criterios geográficos y poblacionales han jugado un papel muy importante en el desarrollo de este tipo de bailes. El amplio espacio arquitectónico de las plazas castellanas con cientos de parejas bailando ha permitido unas coreografías que contrastan con las de otras zonas de España, desarrollando una tradición característica.
Otros bailes con una importante raigambre tradicional son las danzas de palos, el fandango, la redondilla de Tierra de Campos y el rondón,
Muchos de estos bailes se llevaban a cabo en formación de rueda, colocándose los bailarines en corro, siendo esta formación asociada al ambiente festivo. Existen textos bibliográficos y periodísticos que describen detalladamente esta celebración a finales del siglo xix, cuando las fiestas populares mantenían todo su esplendor.

### Gastronomía

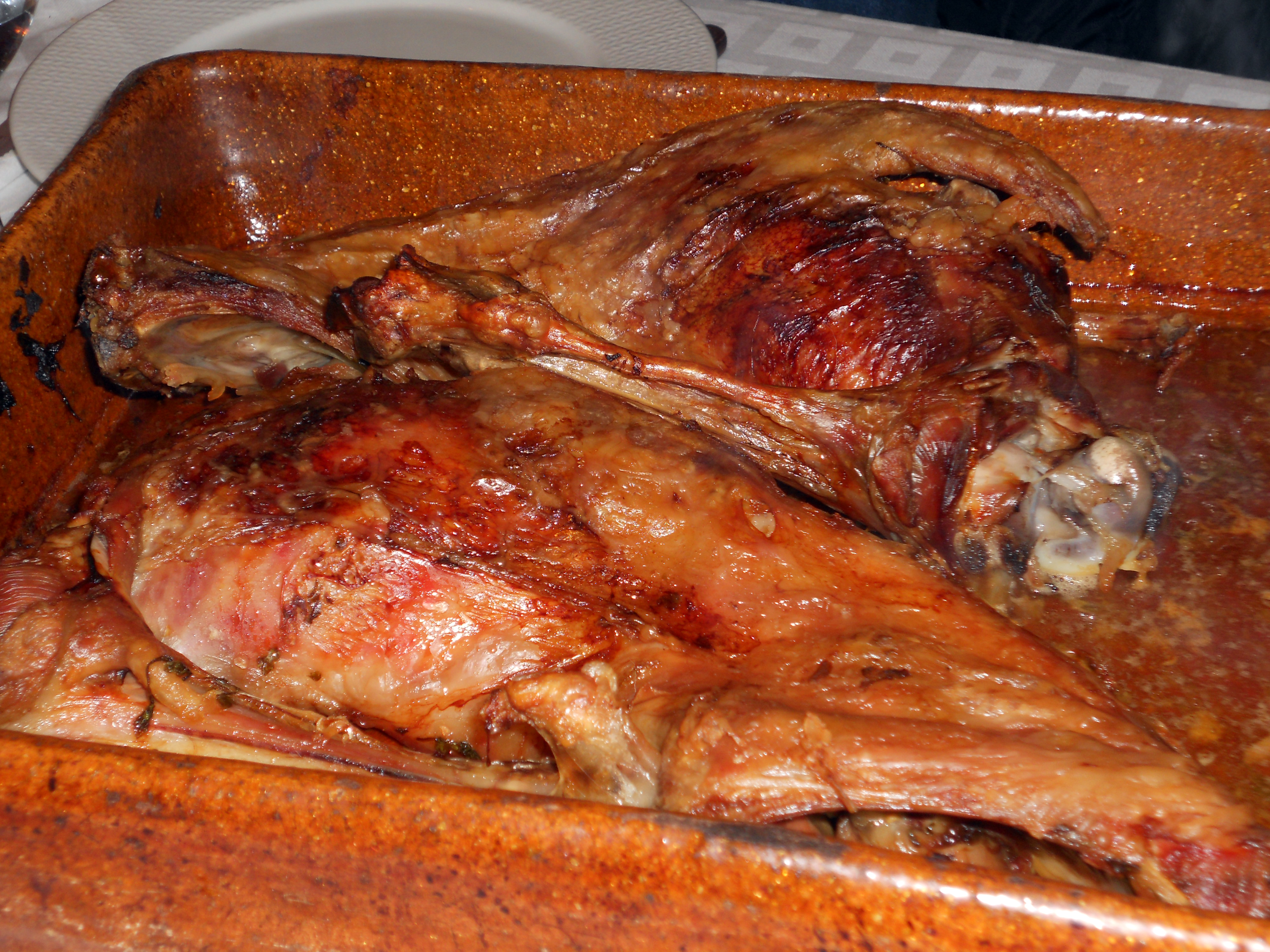
Lechazo asado palentino, una variedad de asado de lechazo cocinada únicamente con agua y sal.

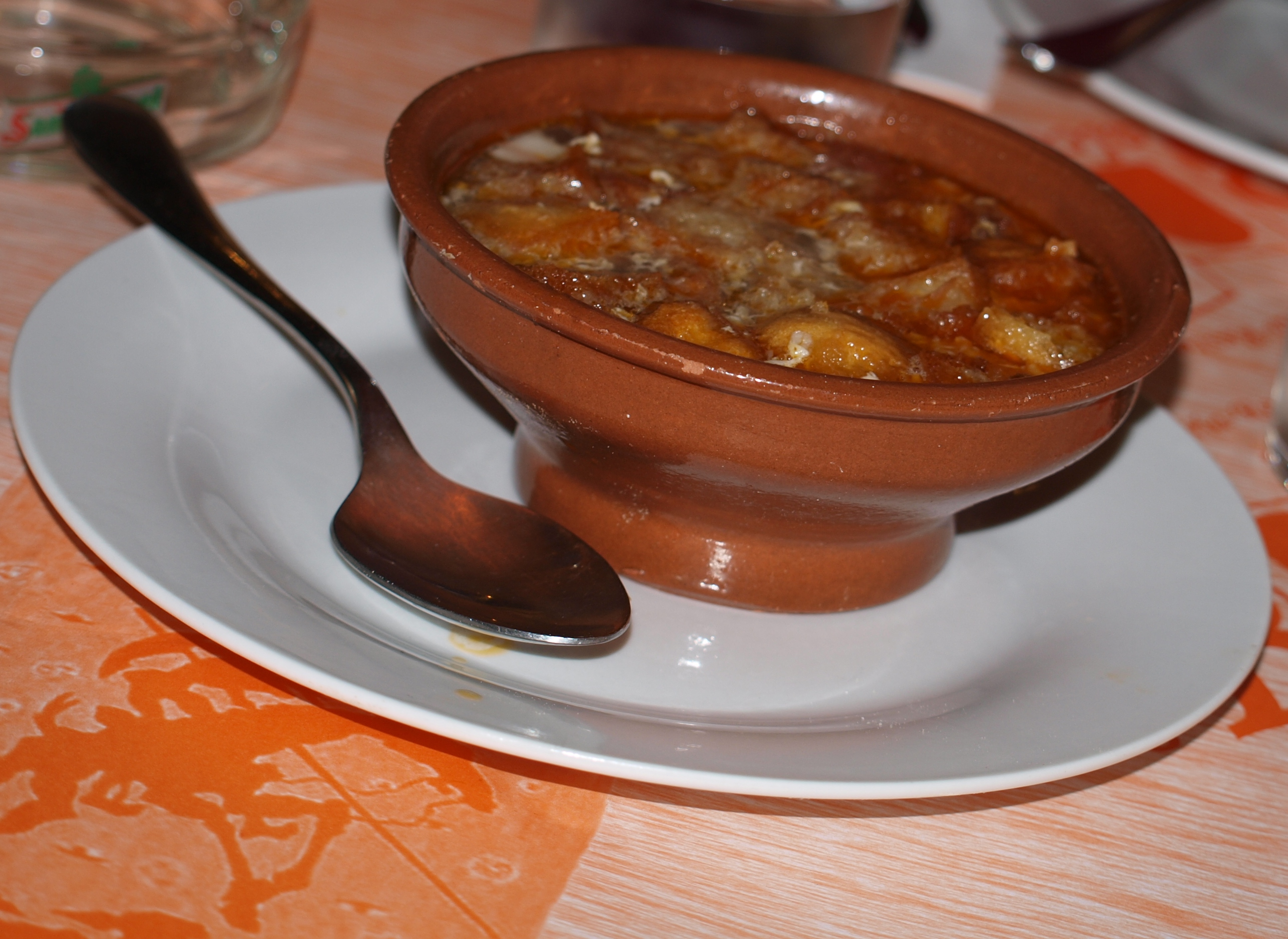
Un plato de sopa castellana, un plato popular sometido a múltiples variantes.

La cocina castellana se caracteriza por su austeridad y por la búsqueda de sabores puros y esenciales. Está basada en productos autóctonos de fácil acceso, con recetas sencillas y poco sofisticadas. Al tratarse de una zona geográficamente amplia, la gastronomía castellana es muy variada. Así, en La Mancha y la antigua Castilla la Nueva se aprecia la influencia de la cocina andaluza vecina geográficamente, y de la histórica cocina andalusí.
La fama de la cocina de Castilla tiene que ver con su tradición ganadera, que ha derivado en que el asado castellano sea considerado uno de sus platos más característicos. Dentro de esta técnica, los más populares son el lechazo asado y el cochinillo asado, donde adquiere especial relevancia el cochinillo de Segovia. Tradicionalmente estos asados se preparan en horno de leña y sin ningún aditivo, únicamente agua y sal.
También son tradicionales las sopas. La sopa castellana, elaborada con ingredientes comunes y económicos, fue considerada antiguamente un remedio contra el frío y de alto valor energético como alimento de pastores.
Dentro de los embutidos, la morcilla de Burgos es la más popular de España, y una de las variedades más consumidas en el mundo. En 2018 fue reconocida con la Indicación Geográfica Protegida por la Unión Europea. El queso manchego es considerado el queso español más conocido en España y en el mundo. Tiene reconocida la denominación de origen protegida según el reglamento de la Comisión Europea. El queso castellano recibió en 2020 el reconocimiento como Indicación Geográfica Protegida.
Otro plato tradicional típico de la gastronomía castellana es el pisto manchego, que tiene su origen en los campesinos de La Mancha cocinado al aire libre con los productos de la huerta. El cocido madrileño es considerado una evolución de la olla podrida (otro guiso de raigambre castellana, mencionada habitualmente en la literatura del Siglo de Oro). A pesar de que aparece con la denominación de madrileño a finales del siglo XVII, su identificación con la capital de España se hace en un periodo que va desde finales del siglo XIX hasta mediados del siglo XX.

## Símbolos

Escudo de armas de Castilla

Durante el reinado de Alfonso VIII de Castilla se comenzó a emplear un castillo de oro, aclarado de azur y mazonado de sable, en campo de gules, como símbolo del Reino de Castilla, en escudos y pendones.
Las armas de Castilla han sido empleadas desde entonces en las diversas versiones del escudo de España y de distintas comunidades autónomas. En términos heráldicos, el escudo de Castilla se define así:

sobre campo de gules, un castillo de oro almenado de tres almenas, mamposteado de sable y clarado de azur.

Posteriores versiones llevaron a aplicar el color morado a un legendario «pendón castellano», haciendo que el color morado se identificara como el color de Castilla. Una de las hipótesis planteadas al respecto se apoya en el hecho de que, con el transcurso del tiempo, muchos paños que originalmente eran de color carmesí se fueron desgastando y pudieron haberse confundido con otras tonalidades, como el morado.